# 급행열차

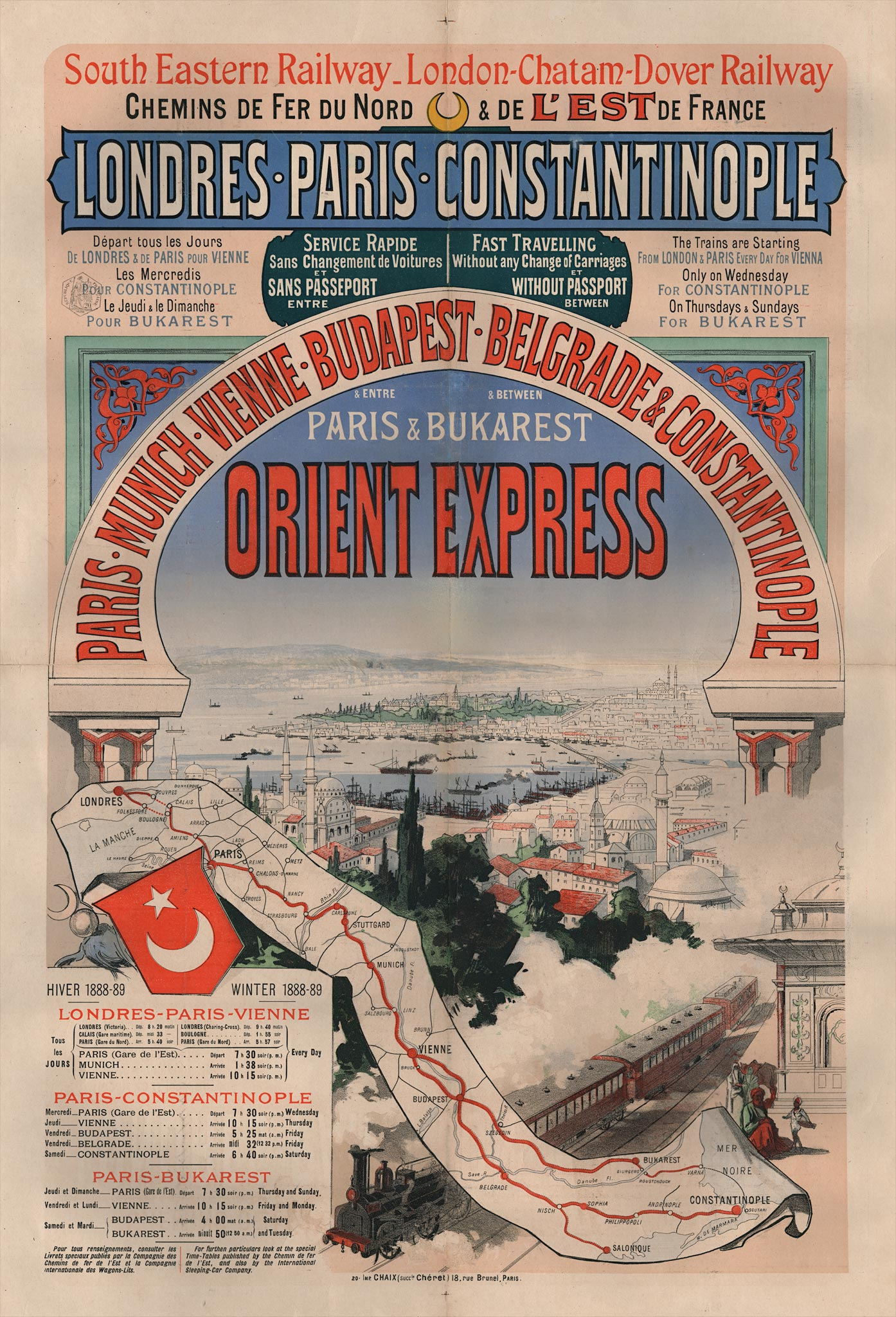
런던발 콘스탄티노플행 오리엔트 급행의 포스터

빨간 열차는 일반열차, 파란 열차는 급행열차이다.

급행열차(急行列車)는 완행(보통) 열차와 달리 일부 역을 통과하여 주요 역에만 정차하고 특급 수송을 행하는 열차를 말한다.

## 네덜란드

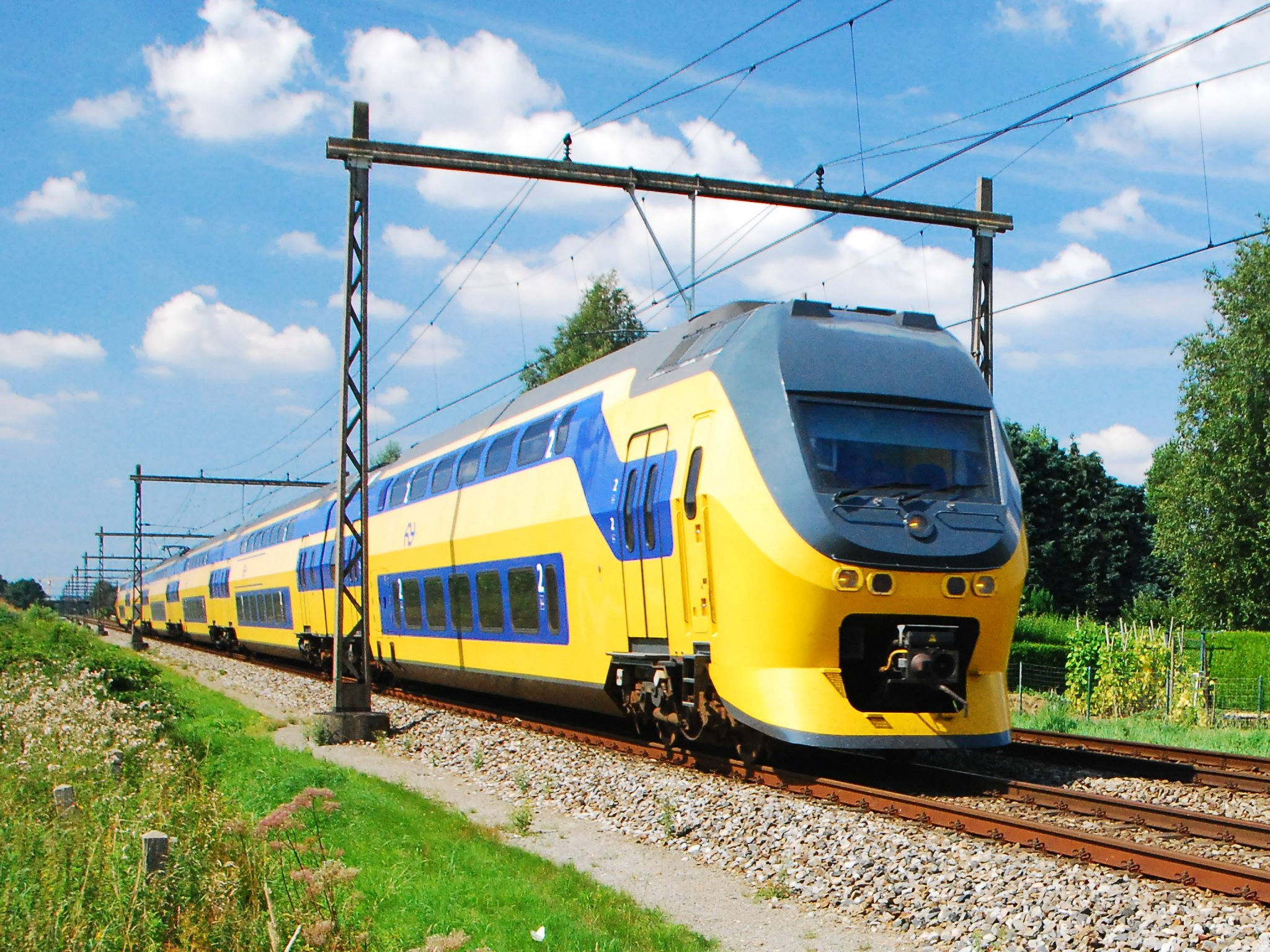
네덜란드에서 급행열차에 널리 사용되는 DD-IRM.

네덜란드에서 급행열차(Sneltrein)는 일반열차(Stoptrein, L-열차(L-trein)와 인터시티(Intercity) 등급의 중간에 해당하여 일반열차보다는 정차역이 적지만 인터시티보다는 많다. 급행열차는 주로 대형역과 중형역 사이의 중장거리 노선에서 운용되는 경우가 많으며 원칙적으로 노선 내의 모든 인터시티역(intercitystation)들에 정차한다. 예외적으로 2006년 12월 10일까지는 포르부르크역에 인터시티 열차가 정차함에도 불구하고 급행열차가 정차하지 않기도 했다.
시간표 상에 S로 표시되는 급행열차는 일부 탈중앙화 기차 서비스(Gedecentraliseerde treindienst)에서 모든 역에 정차하지 않는 열차를 위해 사용된다.
| 시리즈           | 열차 유형                                              | 노선 | 비고 |
| ---------------- | ------------------------------------------------------ | --- | --- |
| 3800 RE 20       | Sneltrein (Arriva)                                     | Zwolle – Dalfsen – Ommen – Mariënberg – Hardenberg – Coevorden – Nieuw Amsterdam – Emmen Zuid – Emmen                                                                                          | Blauwnet의 일부. 시간당 1회 운행. |
| 13800 RE 20      | Sneltrein (Arriva)                                     | Zwolle – Dalfsen – Ommen – Hardenberg – Coevorden – Emmen Zuid – Emmen | Blauwnet의 일부. 러시아워에만 운행. |
| 18900 RE 18 S 43 | Sneltrein / Regional-Express / S-trein (Arriva / NMBS) | (Luik-Guillemins – Bressoux – Wezet – Eijsden – Maastricht Randwyck – ) Maastricht – Meerssen – Valkenburg – Heerlen – Landgraaf – Eygelshoven Markt – Herzogenrath – Aachen West – Aachen Hbf | 3개국 열차(LIMAX). Luik-Guillemins와 Maastricht 간 시간당 1회 운행. Maastricht와 Aachen 간 시간당 2회 운행.                                                                       |
| 30400 RE 30      | Sneltrein (Arriva)                                     | Apeldoorn – Zutphen – Vorden – Ruurlo – Lichtenvoorde-Groenlo – Winterswijk West – Winterswijk                                                                                                 | 저녁에는 Zutphen에서 Apeldoorn까지 그리고 Apeldoorn에서 Winterswijk까지 운행. 주말에는 Winterswijk와 Apeldoorn 사이를 종일 운행. Zutphen과 Winterswijk 사이의 모든 중간역에 정차. |
| 37300 RE 1       | Sneltrein (Arriva)                                     | Leeuwarden – Feanwâlden – Buitenpost – Zuidhorn – Groningen | Feanwâlden에서 시간당 2회 정차하고 Buitenpost와 Zuidhorn에서 교대로 정차. |
| 37900 RE 6       | Sneltrein (Arriva)                                     | Groningen – Groningen Europapark – Scheemda – Winschoten | 러시아워에만 운행. |
| 38000 RE 3       | Sneltrein (Arriva)                                     | Leeuwarden – Sneek Noord – Sneek | 러시아워에만 운행. |

### 역사
19세기 후반부터 네덜란드에서는 급행열차(Sneltrein)라는 명칭이 흔히 사용되었는데 이는 일반열차와 달리 원칙적으로 대도시의 주요 역에만 정차하는 열차를 지칭하였다. 그러다가 1970년 네덜란드 철도(NS)는 Spoorslag '70에 따라 기존 명칭을 인터시티(Intercity)로 대체하였다.
그러나 20년 후인 1990년, 평균 속도와 승객 편의성의 측면에서 인터시티 열차 기준을 충족하지 못하는 열차들을 위해 급행(Sneltrein) 등급이 다시 도입되었다. 2006년 12월 10일 작성된 2007년 시간표(Dienstregeling 2007)부터 급행과 인터시티의 구분은 폐지되었으며, 대부분의 NS 노선에서 급행 등급은 사라지게 되었다.
2011년 12월까지는 암스테르담 중앙역과 도르드레흐트/브레다, 암스테르담 중앙역과 헤이그 중앙역, 그리고 호른과 하를렘/헤이그 중앙역 간에 급행열차가 계속 운행되었다. 2012년 시간표(Dienstregeling 2012) 시행에 따라 이 급행열차는 인터시티 열차로 대체되었다. 즈볼러 - 엠멘 간을 운행하던 마지막 NS 급행열차도 마찬가지였으며, 2013년 시간표(Dienstregeling 2013) 시행 이후 아리바(Arriva)에서 인수하였다. 이로써 네덜란드 철도(NS)에서는 급행열차라는 용어는 완전히 사라지게 되었다.

## 대한민국
수도권 전철 1호선, 수도권 전철 4호선, 서울 지하철 9호선, 수도권 전철 경의·중앙선, 수도권 전철 수인·분당선 등 수도권 전철 노선에 급행열차가 있으며, 인천국제공항철도도 급행노선 철도이다. 그 외에도 ITX-새마을, 새마을호, 무궁화호처럼 한국철도공사에서 내부적으로 간선 급행열차가 운행된다. 2016년 7월에 6호선 급행열차가 운행할 예정이였으나, 기술적인 문제로 무기한 연기되었다.

## 독일

### 최초의 급행열차

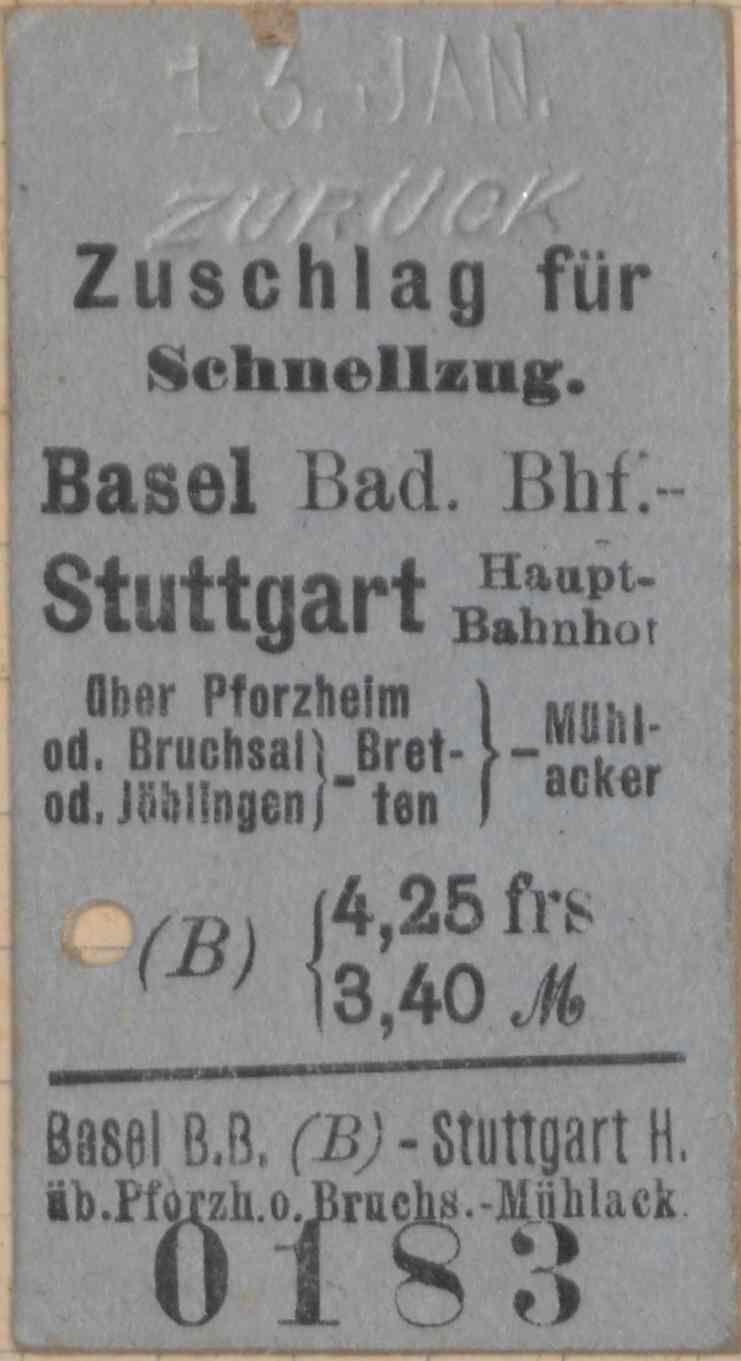
바덴 대공국 국유철도의 급행열차의 추가 요금.

최초의 독일 급행열차는 1851년 5월 1일 베를린과 도이츠 암 라인(지금의 쾰른의 일부)을 16시간에 연결하였다. 3개월 후인 동년 8월 1일에는 베를린과 브롬베르크를 잇는 야간열차가 운행을 개시하였다. 프로이센 정부는 전국적인 야간 열차망을 요구하였고, 철도 회사들은 이후 몇 년간(1852년부터 1854년까지) 베를린과 브레슬라우, 프랑크푸르트 암 마인, 함부르크 또는 쾰른을 잇는 가속화된 이른바 ‘쿠리어 열차(Courierzüge)’를 운행하기 시작했다. 베를린과 프랑크푸르트를 야간에 운행하는 쿠리어 열차의 승객들은 야간 연속 운행에 따른 인건비 상승을 보전하기 위해 처음으로 더 높은 운임을 지불해야 했다.
모든 역에 정차하지 않는 열차는 시간표 및 기타 시간표 문서에 굵은 글씨로 표시되었고, 추가 요금이 부과되는 열차는 열차 열의 왼쪽에 점선으로 표시되었다.
처음에는 열차 등급 명칭인 Schnellzug(S)), Courirzug/Courierzug/Kurierzug(C/K), Eilzug(E) 등이 동의어처럼 혼용되어 사용되었다. 이때 한 노선에서 가장 먼저 도입된 고속열차는 일반적으로 Schnellzug 또는 Eilzug으로 명명되었다. 두 번째 또는 세 번째 고속열차가 추가될 경우, 철도 당국은 이를 구분하기 위해 쿠리어(Kurierzug)라는 명칭을 선택했다. 그 후 1889년 6월 18-19일 인터라켄에서 열린 유럽 열차 시간표 회의(Europäische Reisezugfahrplankonferenz)에서 외국에서 사용되던 Expreßzüge/Expresszüge을 포함한 모든 고속열차에 대해 통일된 명칭으로 Schnellzug을 사용할 것을 공식적으로 결정하였다. 이 초기의 급행열차들은 주로 세 개의 차축을 가진 객차(삼축 객차)로 구성되었으며, 열차 내 화장실도 갖추고 있었다. 이러한 급행열차는 철도의 최상위급 서비스로서 특히 안락하고 정시성이 보장되어야 했다. 지연이 발생할 경우에도 급행열차는 럭셔리 열차(Luxuszug, L)보다 우선적으로 운행되었다.
1917년까지 독일의 대부분의 급행열차(Schnellzüge)는 차량이 통과형 객차(객차 간을 통로문으로 이동할 수 있는 구조)로 구성되어 있는 경우에 한해 점진적으로 '통과열차'(Durchgangszug)로 전환되었다. 추가 요금 없이 소수의 정차역만을 두고 운행하는 열차는 이제 가속 여객열차(Beschleunigte Personenzüge, BP)뿐이었다. 단, 바이에른 지방에서는 여전히 몇몇 급행열차가 뮌헨–미텐발트–인스브루크 노선에서 추가 요금이 부과된 채로 운행되었으며, 이들 또한 1929년에야 비로소 통과열차로 전환되었다. 통과열차(Durchgangszug)와 급행열차(Schnellzug)가 제1차 세계대전과 제2차 세계대전 사이 시기에 통합되면서 독일에서는 통과열차(D-Zug)와 급행열차(Schnellzug)라는 명칭이 거의 동의어처럼 사용되었다.

#### 장거리 급행열차 (Fernschnellzug (FD))
1923년부터 독일국영철도(Deutsche Reichsbahn)는 고급 열차 등급으로 '장거리 급행열차'(Fernschnellzug, FD)를 도입했다. 이 열차들은 중요도가 낮은 중간 정차역을 생략하고 주요 경제 중심지들 간을 가속 운행하였으며, 기존의 급행열차(Schnellzug) 및 통과열차(D-Zug)와 달리 3등석 없이 상위 등급 객차로만 운행하였다. 장거리 급행열차의 노선망은 주로 수도 베를린을 중심으로 구성되었는데 예를 들어 FD 79/80 열차는 베를린과 뮌헨 사이를 연결하였다. 또한 루르–함부르크, 남독일 간과 같은 기타 주요 지역 간 노선도 존재했다. 1930년에는 총 18쌍의 장거리 급행열차 노선이 운행 중이었지만, 제2차 세계대전이 발발하자 독일국영철도는 대부분의 장거리 급행열차 운행을 중단하였고 일부 열차만 1940년까지 운행되었다.

#### 제2차 세계대전중의 군사 열차
제2차 세계대전 중 이른바 '전선 휴가병용 급행열차'(Schnellzug für Fronturlauber, SF-Zug)가 도입되었다. 이 급행열차는 독일 국방군 작전 지역(프랑스, 그리스, 소련 포함)과 독일국 사이의 최단 경로를 운행하였다. 이러한 SF 열차에 민간인도 함께 수송하는 경우, 유형에 따라 SFD(Schnellzug für Fronturlauberschnellzüge, die auch Zivilpersonen beförderten, 민간인도 수송하는 전선 휴가병용 Schnellzug 급행열차), SFE(Schnellzug für Fronturlaubereilzüge mit Zivilpersonenwagen, 민간인 객차를 포함한 전선 휴가병용 Eilzug 급행열차), SFP(Schnellzug für Fronturlauber-Personenzüge mit Fahrgelegenheit für Zivilpersonen, 민간인도 이용 가능한 전선 휴가병용 여객열차)로 명명하였다.

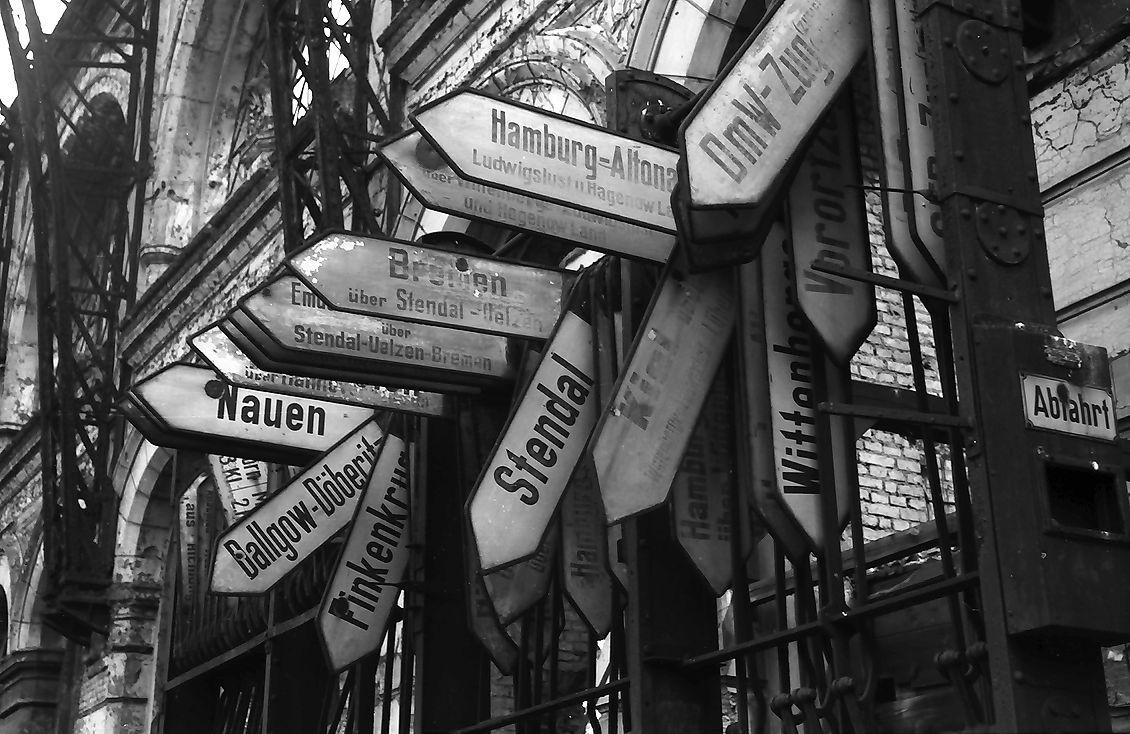
파괴된 Lehrter Bahnhof역에 설치된 "DmW" 표시가 있는 표지판 (1957년 베를린에서 촬영)

그러나 이러한 약어들은 열차의 유형을 약어의 세 번째 글자로만 구분할 수 있었기 때문에 비효율적이었다. 이에 따라 1941년 2월 1일부터 약어의 첫 번째 글자로 열차 유형을 구분할 수 있도록 새로운 약어 체계가 도입되었다. 열차 유형에 따라 DmW(Schnellzug mit Wehrmachtsteil, 국방군용 객차를 포함한 Schnellzug 급행열차), EmW(Eilzug mit Wehrmachtsteil, 국방군용 객차를 포함한 Eilzug 급행열차), PmW(Personenzug mit Wehrmachtsteil, 국방군용 객차를 포함한 여객열차)로 명명하였다.
1945년 1월 23일, 독일의 모든 Schnell- 및 Eilzugverkehr 급행열차의 운행이 중단되었고, 침대열차도 1월 22-23일 밤을 마지막으로 운행이 중단되었다. 이후에는 전시 목적으로 소수의 '업무용 급행열차'(Dienstschnellzüge)만이 운행되었으며, 탑승하려면 독일 국영 철도국(Reichsbahndirektion)의 증명서가 필요했다. 이러한 증명이 없는 민간인은 거주지 또는 직장으로부터 75km 이내의 구간에서만 일반 여객열차(P-Zug) 이용이 가능했고, 징집 관련 이동만이 예외적으로 허용되었다. 전국 및 지역 열차 승차권은 그 효력을 상실하였다. 같은 해 2월부터는 추가적인 제한이 시행되었는데, 법원 등의 국가 당국의 소환장조차 '긴급한 여행 사유'(dringlicher Reisegrund)로 인정되지 않게 되었다. 유일한 예외는 인민법정과 특별법정의 소환 뿐이었다. 오직 베를린에서 코펜하겐과 프라하로 가는 국제 열차만이 1945년 4월까지 운행되었다.

### 제2차 세계대전 이후

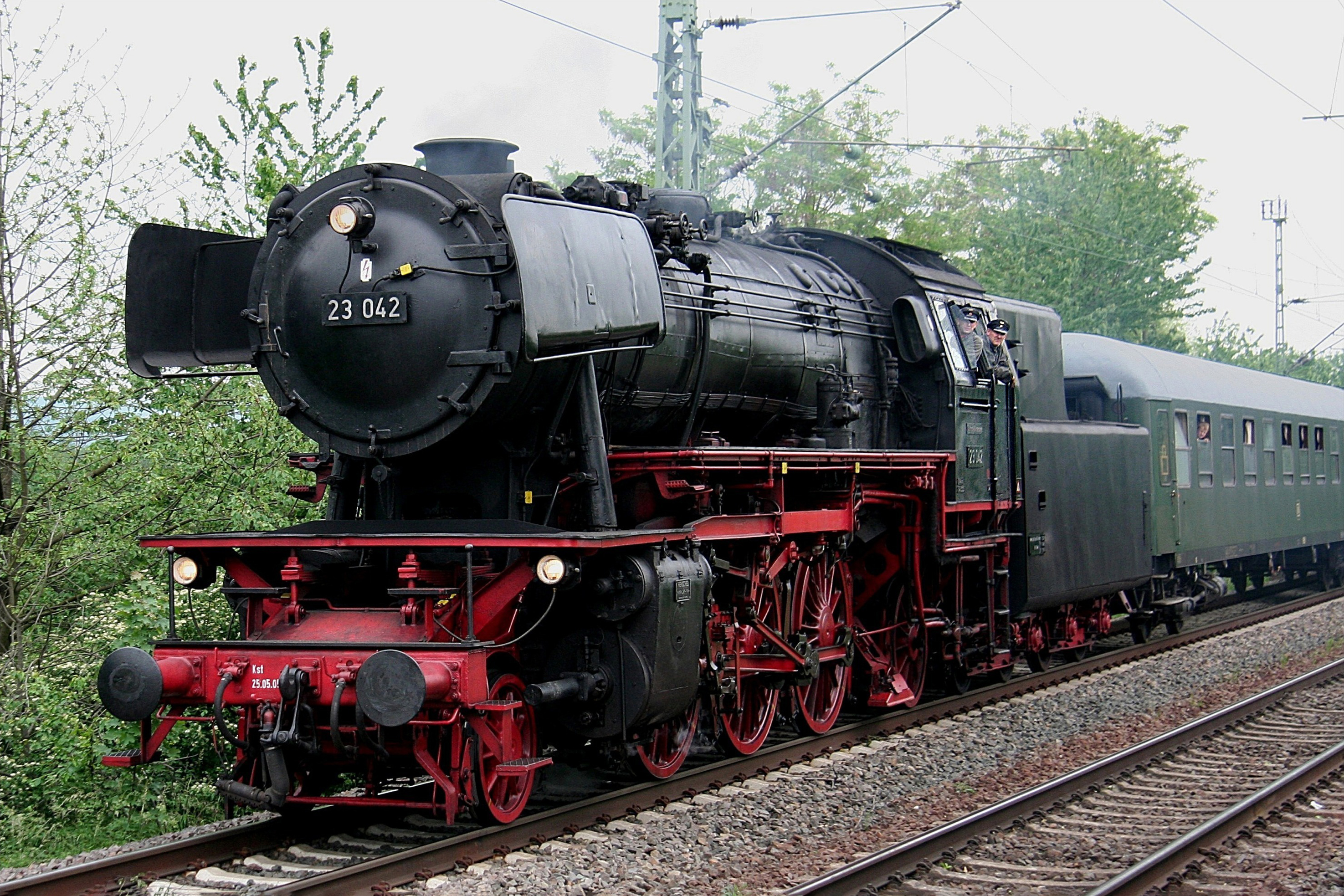
1960년대 독일연방철도(DB)의 녹색 도색 급행열차 객차(박물관 차량).

1945년 9월 22일, 종전 이후 최초의 급행열차가 미국 점령 지역인 프랑크푸르트 암 마인과 뮌헨을 오가며 운행되었다. 새로 설립된 독일연방철도는 1949년 장거리 급행열차(Fernschnellzüge)를 FD라는 약칭으로 다시 도입하였고 1951년부터는 단순히 F로 약칭을 변경하였다. 이후 1971년 독일연방철도는 장거리 급행열차를 폐지하고 인터시티(Intercity (IC))로 대체하였다.

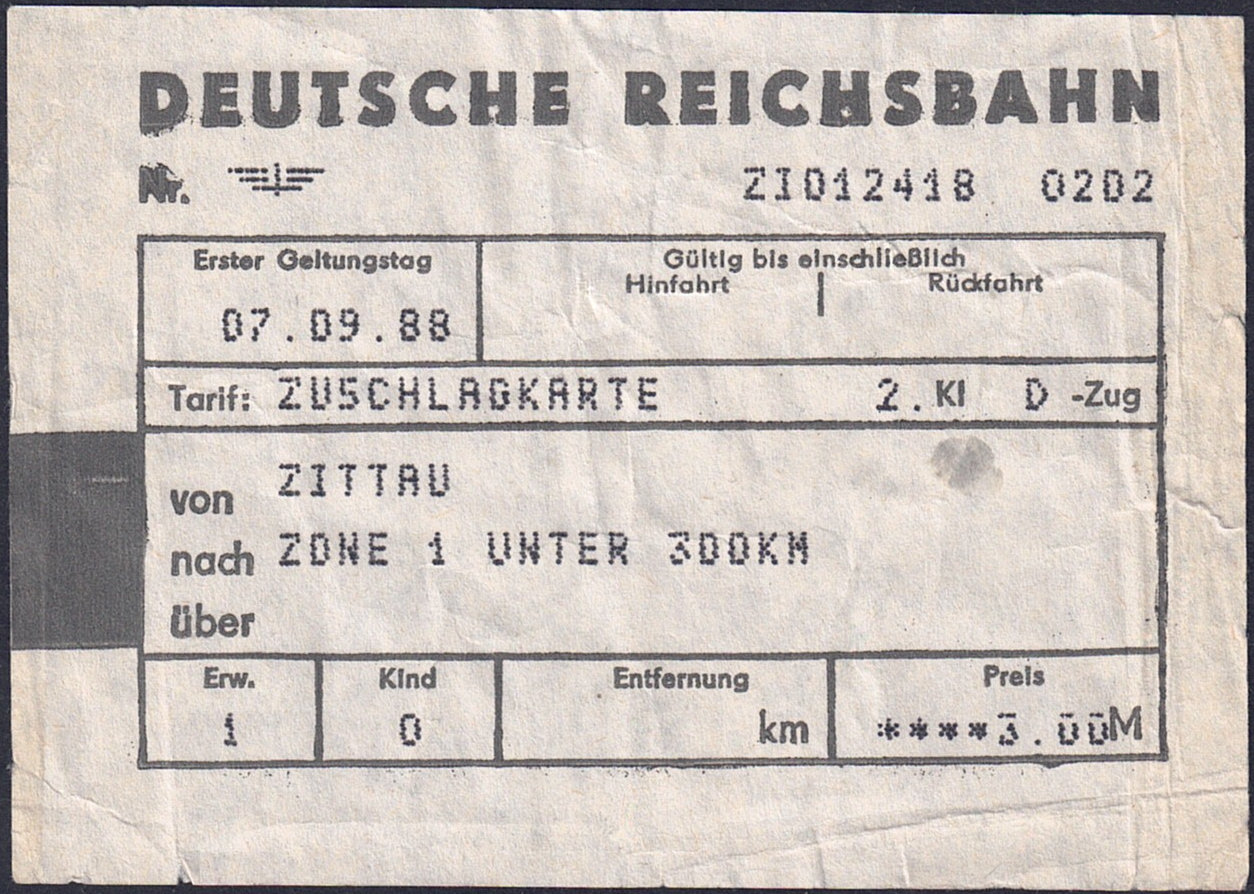
1988년 독일국영철도(DR)에서 발급한 추가 요금 티켓.

1953년 5월 17일의 시간표 개정으로 '경급행열차'(Leichtschnellzüge (LS))가 도입되었다. 경급행열차는 새로운 중간 출입구형 객차를 사용하였고 3등석에도 쿠션 좌석을 제공하여 더 나은 승차감을 제공했으며, 연결 객차(Kurswagen 쿠르스바겐[*])를 생략함으로써 여행 시간도 단축되었다. 1년 후에는 노선망이 확장되었으며, 이후에는 종단 출입구형 객차로 변경되었다. 그러나 1960년 여름 시간표부터 경급행열차(LS)라는 명칭은 시간표에서 사라졌다.
1954년부터 독일연방철도는 후기 UIC 표준 형식 X 디자인(späteren UIC-Bauart Typ X)의 급행열차 객차를 대량 생산하기 시작했다. 유사한 형식의 차량은 오스트리아연방철도(ÖBB, 1957년부터)와 스위스연방철도(SBB, 1966년부터)에도 납품되었다.
1968년 1월 1일, 독일연방철도는 80 km 이상 구간에 대한 급행열차 추가 요금(Schnellzug-Zuschlag)을 폐지했으며, 1979년에는 그 기준을 50 km 이상으로 확대 적용하였다. 1973년부터 1978년까지는 일부 기존 급행열차가 '인터시티 보조 시스템용 급행열차'(Schnellzug des Intercity-Ergänzungssystems)로 운행되었으나 이 등급은 지속적으로 정착되지는 못했다.
1979년부터 독일연방철도의 급행열차 이용 수요는 지속적으로 감소하였다. 1979년 - 1986년 사이 운송 실적은 약 25% 감소했으며, 많은 승객이 1979년부터 도입된 시간당 1회 간격 운행의 인터시티(IC)를 이용하기 시작했다. 1983년 여름 시간표에서 독일연방철도는 급행열차에 대한 의무적 추가 요금을 폐지하였고, 이전의 많은 급행열차(Eilzüge)가 추가 요금 없는 급행열차로 재편되었다. 휴양지행 급행열차는 같은 해 ‘Fern-Express’ 등급으로 전환되었고, 이와는 별개로 Alpen-See-Express 열차는 여전히 ‘Dt’ 등급으로 운행되었다. 또한, 1978년 도입된 여행사 전용 열차인 TUI-휴가급행(TUI-Ferienexpress)도 내부적으로는 급행열차 등급으로 분류되었다.
1987년, 독일연방철도는 급행열차의 적자가 연간 약 6억 마르크의 적자를 내고 있다고 추산하였다. 주된 이유는 일관되지 못한 품질 특성으로 여겨졌는데, 서로 다른 형식의 차량이 혼용되고 정차 간격이 9km부터 51km까지 극단적으로 차이가 났기 때문이다. 이러한 상황은 1988/89년 겨울 시간표 변경 당시 인터레지오(Interregio) 도입의 주요 배경이 되었다.
한편, 동독의 경우, 독일국영철도(DR)에서는 급행열차(Schnellzüge)가 장거리 여객 운송의 기본 등급으로 계속 남아있었다. 급행열차의 추가 요금은 거리별로 두 단계의 요율로 적용되었으며, 이 제도는 1991년 6월 2일 여름 시간표 개정 시까지 유지되었다. 1980년대까지 동독 내 국내 교통의 급행열차 대부분은 1965년에 제작된 4축 재건 객차(Rekowagen)로 구성되었고, 1등석은 현대화된 차량으로 보강되었다. 1962년 이후에는 현대화된 객차(Modernisierungswagen)가 도입되었으며, 이외에도 1962년 이후에 제작된 Y-객차(Y-Wagen)도 주로 고급 및 국제 노선에 사용되었다. 이후 중간 출입구형(Mitteleinstieg-) 및 할버슈타트형 급행열차(Halberstädter Schnellzugwagen)가 투입되면서 노후화된 재건 객차(Rekowagen)와 현대화된 객차(Modernisierungswagen)는 점차 하위 열차 등급에 배치되었다.

### 독일 재통일 이후
독일 재통일 이후, 독일의 주간 급행열차는 점차 인터레지오(Interregio) 열차로 대체되었고, 이들 인터레지오도 2001년까지 인터시티(Intercity) 또는 지역 열차(Regionalverkehr)로 대체되었다. 2002년 12월 여객 운송 가격 및 수익 관리 제도(Preis- und Erlösmanagement Personenverkehr) 도입 이후, 당시까지 운행 중이던 마지막 소수의 급행열차는 인터시티(Intercity), 유로시티(Eurocity) 등과 동일하게 '제품 등급 B'(Produktklasse B)에 속하게 되었고, '제품 등급 B'는 현재는 당시에 인터시티(IC)와 유로시티(EC)가 분류되었음에 착안하여 '제품 등급 IC/EC'(Produktklasse IC/EC)로 불린다.
베를린과 바르샤바, 모스크바, 사라토프, 프라하, 부다페스트를 잇는 장거리 교통에서 일부 열차는 비혼잡 시간대(조조·야간)에 운행되거나 폴란드·러시아행 연결 객차(Kurswagen 쿠르스바겐[*])로 운영되면서 2014년까지 급행열차(Schnellzug) 등급으로 유지되었다. 또한, 2015년 12월부터 2023년 12월까지는 '질트 셔틀 플러스'(Sylt Shuttle plus)도 급행열차 등급으로 분류되었다.

### 사철의 급행열차
독일연방철도 외에도 쾰른-본 철도(Köln-Bonner Eisenbahnen)는 1975년까지 자사 노선에서 급행 열차를 운행하였다. 이 열차들은 쾰른과 본 간 이동 시간을 연방철도와 비슷한 수준으로 단축하였으며, 이용에는 급행열차 추가 요금(Schnellzugzuschlag)이 부과되었다.
베올리아(Veolia)가 운행하는 인터코넥스(InterConnex) 열차는 독일철도(DB)의 시간표에 등급 코드 X의 급행열차로 등재되어 있다. 2010년부터 시장에 진출한 민영 철도 회사 아길리스(Agilis)는 2020년 12월까지 자사 열차 등급을 '아길리스 급행열차'(agilis-Schnellzug (as))와 '아길리스 지역열차'(agilis-Regionalbahn (ag))의 두 종별로 명명하였다. 스웨덴의 민영 철도 회사 스넬토게트(Snälltåget)가 운행하는 '베를린 나이트 익스프레스'(Berlin-Night-Express, D 300/301)는 2025년에도 베를린-말뫼 왕복 급행열차(Schnellzug)로 계속 운행될 예정이다.

### 야간열차
2007년 시간표 개정 이전까지 DB 페른페어케어의 자회사였던 DB 오토추크(DB Autozug)에서는 야간 여객 운송에 급행열차(Schnellzug)를 운행하였으며, 특히 동쪽 인접 국가로 향하는 노선에 집중되었다. 이러한 서비스는 'D-Nacht'라는 이름으로 제공되었다. D-Nacht 열차는 연결 객차(Kurswagen 쿠르스바겐[*]) 몇 량으로만 구성되어 다른 야간열차에 편입되어 운행되기도 했다. 이 열차는 요금 체계 면에서 DB 야간열차(DB Nachtzüge)의 엄격한 규정을 따르지 않고, 일반 장거리 열차(Fernverkehr)와 동일하게 취급된다는 이점이 있었다. 이러한 이유로 남부 독일 지역에서는 인터시티(Intercity) 심야 열차를 대체하는 용도로 활용되었으며, DB 페른페어케어가 아닌 DB 오토추크(DB Autozug)가 운행을 담당하였다. 독일 동쪽 인접 국가로 가는 많은 야간열차가 D-Nacht로 운행되었다.
2016년 12월에 운행이 중단된 DB 페른페어케어 소속의 야간열차들은 마지막에 '시티 나이트 라인'(City Night Line)이라는 명칭으로 운영되었다. 그 이후로는 오스트리아 연방철도(ÖBB) 나이트젯(Nightjet) 열차가 여러 노선에서 독일을 통과하는 야간열차로 운행되고 있으며, 이들 열차는 독일철도(DB)의 시간표 검색 시스템에서 ‘Nightjet (NJ)’(나이트젯)뿐 아니라 ‘EuroNight (EN)’(유로나이트)로도 표시된다.

## 러시아
19세기 말, 기차는 일반 여객, 급행, 우편, 쿠리어(курьерские), 직행 또는 지역 등 다양한 종류의 여객 열차, 화물 열차, 혼합 열차, 군용 열차, 기타 열차로 구분되었다.
20세기 초, 기차는 철도의 속도에 따라 다음과 같이 구분되었다.
- 화물 열차(товарные, 시속 12-25km)
- 화물 및 여객 열차(товарно-пассажирские, 시속 20-30km)
- 여객 및 우편 열차(пассажирские и почтовые, 시속 25-40km)
- 급행(скорые) 및 쿠리어(курьерские) 열차(시속 최대 60km 이상): 특히 빠른 국제 노선을 위한 급행열차에는 번개열차(поездов-молний), 고속열차(экспрессов) 등의 특별한 명칭이 사용되었다.[13]

급행 열차 이용에는 일반적으로 다양한 유형의 추가 요금이 부과되었다.
급행열차는 기술적으로는 일반 여객 열차와 동일한 최고 속도를 가졌지만, 전체 운행 구간의 표정 속도는 더 높다(2007년 7월 18일자 러시아 교통부 명령 제99호에 따라 승인된 기준에 따르면, 50-91km/h여야 하며, 소련 시대에는 급행열차의 최소 노선 속도는 55km/h였다). 이러한 더 빠른 운행 속도는 정차역 수와 정차 시간의 최소화, 그리고 일부 구간에서의 운행 시간 단축(더 높은 속도로 주행)을 통해 달성된다.
급행열차와 여객 열차의 운임은 요금표에서 각각 다른 항목으로 계산되는데, 급행열차 운임은 여객 열차보다 약 10-15% 높다. 급행열차는 일반적으로 대도시의 환승역, 기관차 또는 기관차 승무원 교환소에만 정차한다.
급행열차 객차는 디자인과 편의성 측면에서 여객 열차와 크게 다르지 않다. 그러나 종방향 진동(흔들림)이 더 부드럽고 안정적이어서 잠자는 승객에게 더 부드럽고 편안하며, 마치 아이를 흔들어 주는 것과 같다. 또한, 차내 방송 시스템이 다양하여 루스까예 라디오를 비롯한 여러 라디오 방송국은 물론, 오랜 세월 검증된 음악과 열차 이용 규칙을 들려주는 열차 라디오도 방송된다. 단, 열차 차장의 안내 방송으로 노래가 끊기는 경우가 있다.

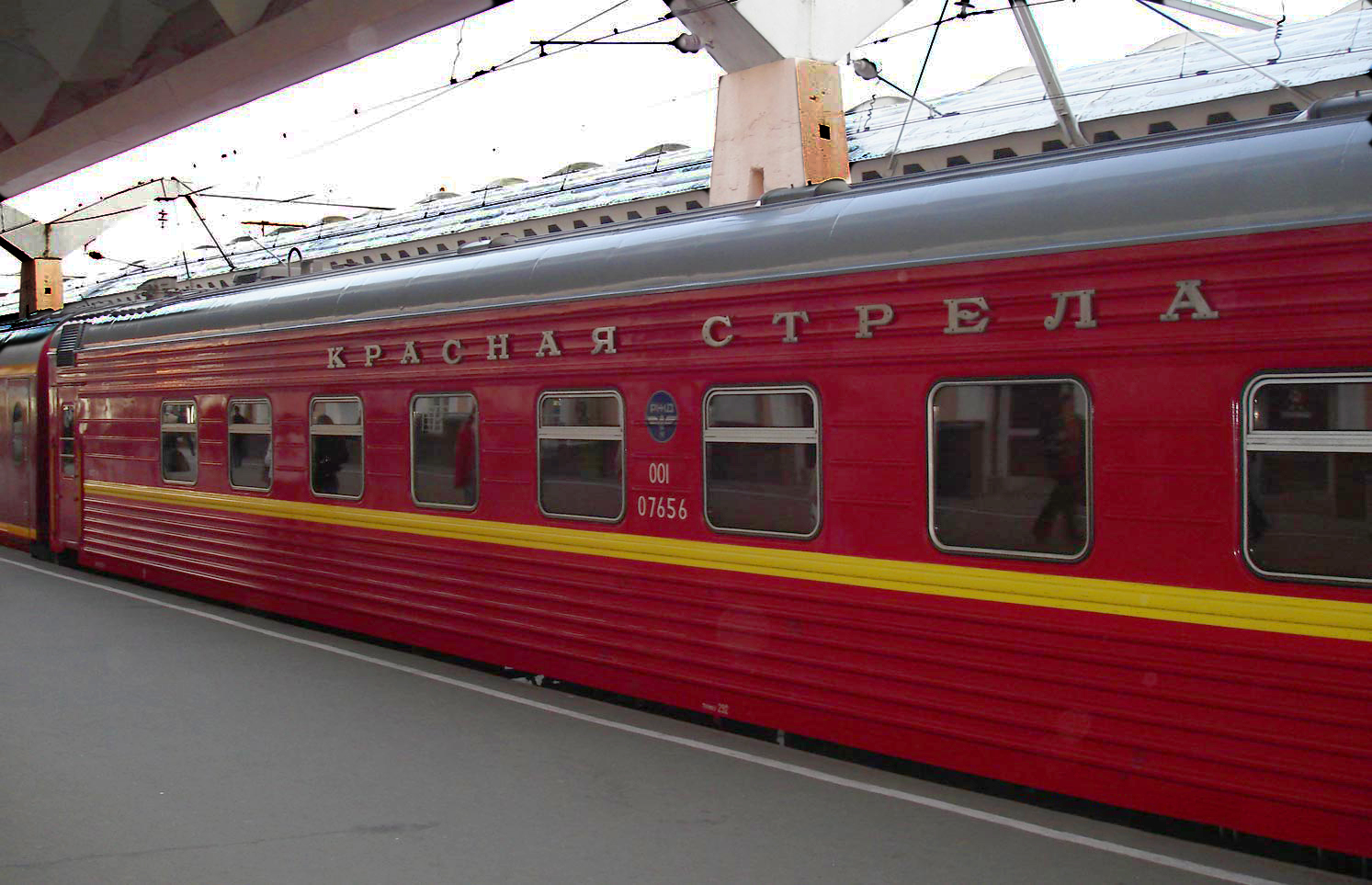
급행열차 '크라스나야 스트렐라'(Красная стрела).
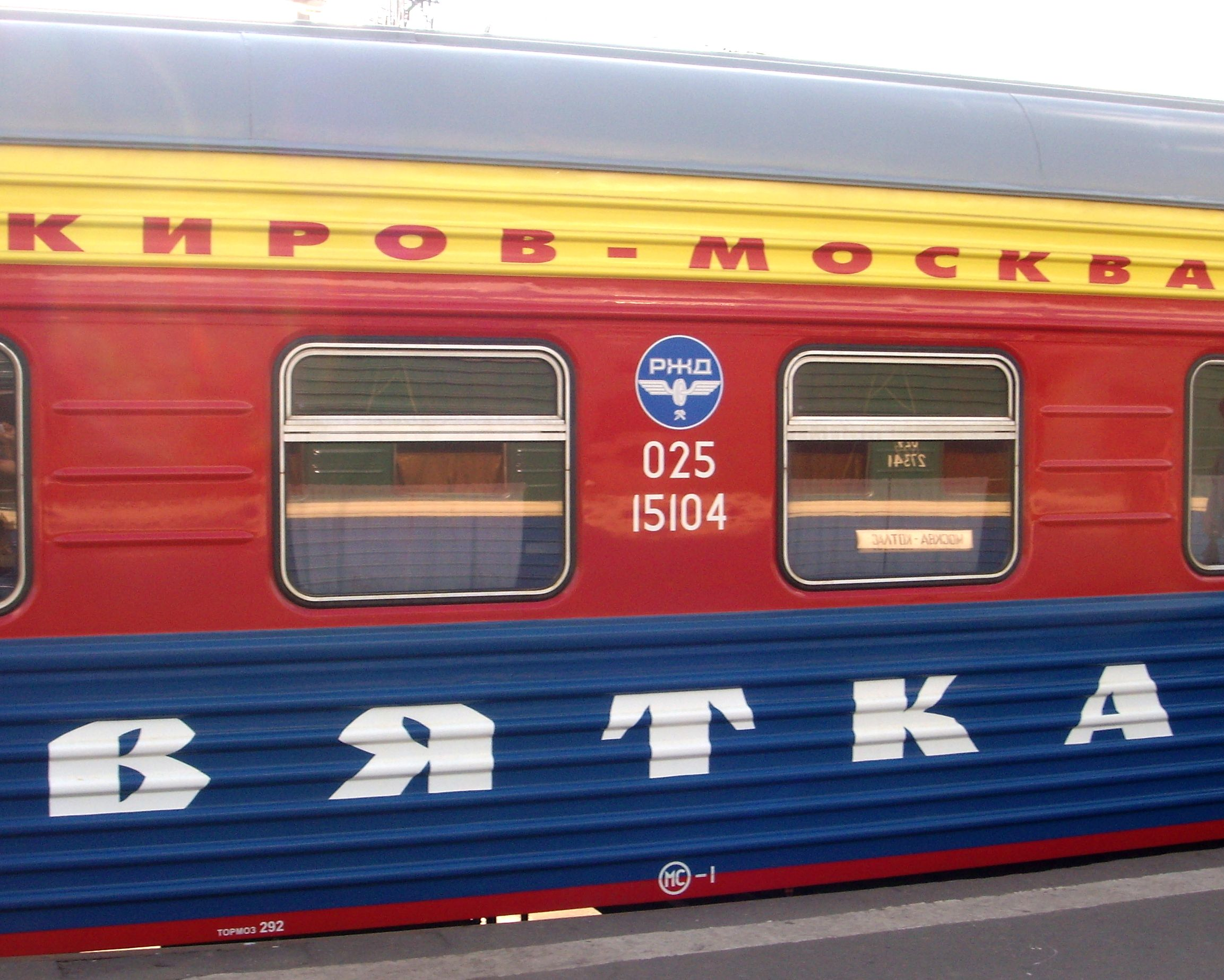
모스크바의 야로슬랍스키역 승강장에 있는 브랜드 열차 '비얏카'(Вятка).
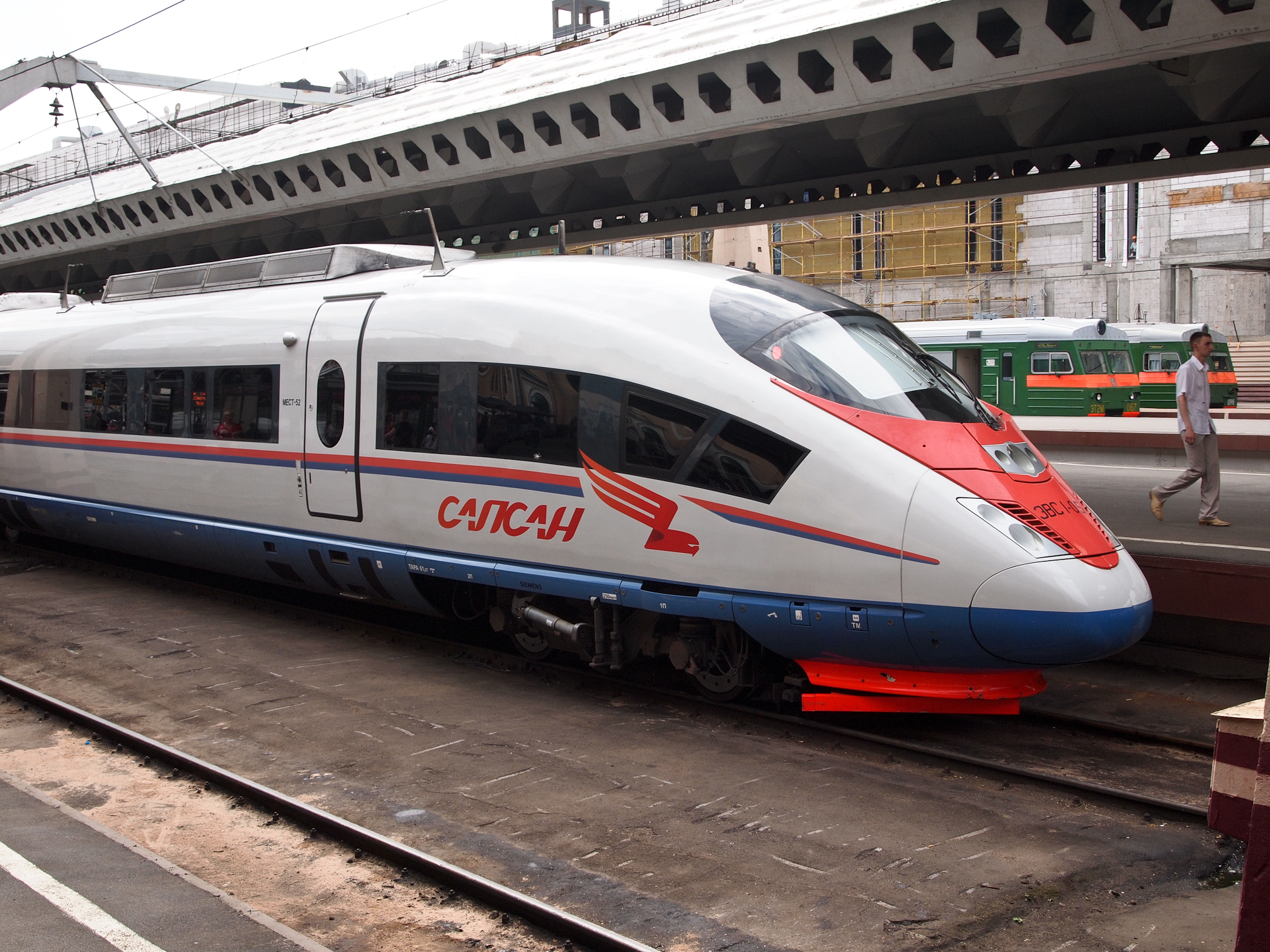
고속 열차 '삽산'(Сапсан).

## 오스트리아
최초의 오스트리아 급행열차는 1857년에 빈과 트리에스테를 오가며 운행되었고, 빈-트리에스테 남부 철도는 1857년 7월 12일에 처음으로 전 구간을 직결 운행하였다. 오스트리아의 철도 회사들은 운영 비용 증가를 경계하였기 때문에 인접한 독일보다 급행열차의 발전이 늦게 시작되었다. 1861년에는 빈에서 부다페스트까지, 1862년에는 빈에서 프라하를 거쳐 드레스덴까지, 1868년에는 빈에서 크라쿠프와 렘베르크(지금의 르비우)를 거쳐 부쿠레슈티까지 각각 최초의 급행열차가 개통하였다. 1887년에 오스트리아 급행열차에 처음으로 3등석 객차가 도입되었고, 헝가리 급행열차는 1912년까지 1등석과 2등석 객차로만 구성되었다. 이후에는 일반적인 급행열차 외에도 4010호대 전동차로 운행되는 익스프레스(Expresszüge (Ex))와 고속 동차 열차(Triebwagenschnellzüge (TS))가 있었다. 최근 몇 년 동안 이러한 열차들은 유로시티(Eurocity), 인터시티(Intercity), 레일젯(Railjet) 열차로 대체되었다. 야간열차의 경우 대부분의 급행열차가 유로나이트(EuroNight)로, 이후 현재에는 오스트리아 연방철도(ÖBB) 나이트젯(Nightjet)으로 전환되었다.
2008년 12월 14일 시간표 변경 이후 오스트리아에서 급행열차가 다시 운행되기 시작하였는데, 처음에는 러시아워에 몇몇 노선에서 '완화 열차'(Entlastungszüge)로 운행되었지만 현재는 다시 더 많은 열차가 운행되고 있다. 서부선(Westbahn)에서는 하루 몇 왕복의 열차가 월요일부터 금요일까지, 그리고 일요일에 빈 중앙역과 린츠 중앙역 사이에 운행되고, 빈 서역과 슈타이나흐-이르드닝(장 푈텐 중앙역, 린츠 중앙역, 아트낭-푸흐하임, 그문덴, 바트 이슐 경유) 사이에 매일 열차가 1왕복으로 운행된다. 주말에는 급행열차 '게조이제'(D 1014/1015 Gesäuse)가 빈 중앙역에서 게조이제 국립공원을 경유하여 비쇼프스호펜까지 하루 1왕복으로 운행된다. 피른선(Pyhrnbahn)을 경유하는 유사한 주간 열차(D 1012/1013 Planai)는 2024/2025년 시간표 변경으로 폐지되었다. 남부선(Südbahn)에는 빈 중앙역과 그라츠 중앙역, 그리고 필라흐 중앙역을 연결하는 급행열차가 여러 개 있으며, 그라츠 중앙역과 린츠 중앙역을 연결하는 열차, 브레겐츠와 인스브루크를 연결하는 급행열차도 1왕복씩 있다. 급행열차는 인터시티 열차의 모든 고급 편의 시설을 제공하지는 않는데 예를 들어 일반적으로 1등석 객차가 포함되지 않고 이동식 음료 서비스도 없다.
콘서트나 기타 주요 행사를 위한 특별 열차(Sonderzüge)나 추가 열차(Verstärkerzüge)도 급행열차(Schnellzug) 등급으로 운행되는 경우가 많다. 필라흐와 그라츠에서 슬로베니아와 크로아티아로 가는 국제 급행열차와 빈과 부쿠레슈티를 오가는 야간열차 '다치아'(Dacia)도 있다.
오스트리아에서는 급행열차가 장거리 서비스(Fernverkehr)에 포함되므로 좌석 예약이 가능하며, 열차 내에서 티켓을 구매하는 것도 가능하다. 오스트리아 국내선에는 1등석이 거의 없지만, 거의 모든 국경 간 연결편에서는 제공된다. 예외적으로 급행열차 D 212/213(필라흐-류블랴나-자그레브)과 D 158/159(그라츠-자그레브)는 2등석으로만 구성되어 있다. 또한, 필라흐와 우디네 간을 운행하는 MICOTRA 열차는 자전거 운반용 수하물 칸을 포함한 정기 급행열차로 운행된다.

## 일본

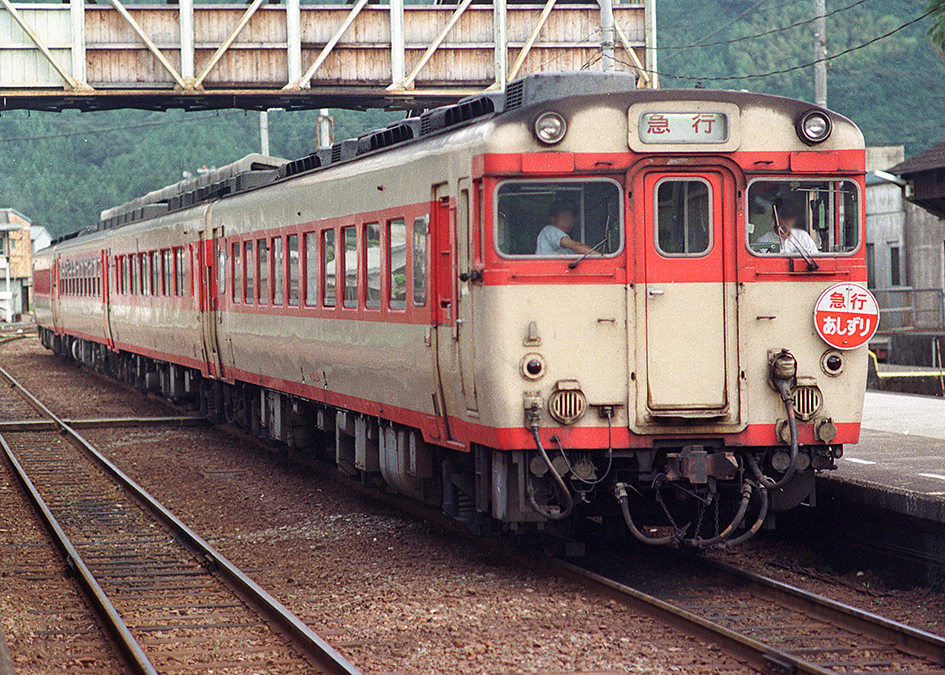
일본의 급행열차 ‘아시즈리’

일반적으로 정차역은 특별급행열차(특급열차)나 쾌속급행보다는 많고, 준급열차(또는 쾌속열차)보다는 적다. 영어 명칭으로는 주로 Express 익스프레스[*]가 사용된다.

### 국철 • JR
JR의 경우 승차하려면 급행권을 필요로 한다. 급행권 이외에도 보통 승차권이나 회수 승차권을 필요로 한다. 일반적으로 정기 승차권은 인정되지 않지만, 일부 열차•구간에 한하여 인정되기도 한다.
덧붙여, JR에서 급행열차는 보통급행열차와 특별급행열차의 총칭이지만, 일반적으로 급행열차라 함은 전자를 의미하며, 후자는 ‘특급’ 또는 ‘특급열차’라고 불린다. 그러나 현재, 전자의 급행은 정기 운행되지 않으며, 임시 열차로만 남아있다. 이외에도 예전에는 준급행열차(준급)도 운행되었으나, 현재는 보통 열차에 합쳐지며 사라졌다.

#### 역사

##### “급행열차”의 등장
일본 최초의 급행열차는 1894년 10월에 개통한 산요 철도(현재의 산요 본선)가 고베 ~ 히로시마 간에 운행하던 열차이다. 3왕복 중 1왕복을 주요 역만 정차하게 하여, 두 역을 약 9시간만에 연결하였다. 이전에도 1882년 3월 1일부터 신바시 ~ 요코하마 간을 운행하던 열차 등, 관보에 게재된 시각표에 “급행”이라고 표기된 열차 자체는 존재하였지만 그것들은 지금의 쾌속열차에 가까우며, 장거리 여객의 편리성과 서비스 향상을 본격적으로 의식한 것은 이것이 최초이다. 그 다음 해인 1895년 10월 20일에는 간세쓰 철도의 노선에서도 운행되어 교토 발착으로 변경되었다. 간세쓰 철도에서는 1896년 9월 1일에 신바시 ~ 고베 간에도 급행열차를 등장시켰다. 이에 따라 본래는 약 20시간이 소요되던 두 역이 약 17시간만에 이어지게 되었다. 그 후 1899년에는 식당차가, 1900년에는 침대차가 각각 산요 철도의 급행열차에서 일본 최초로 운행을 개시하였다.
그 후, 급행열차의 편수는 증가하여 ‘최급행’, ‘최대급행’ 등 급행보다 상위의 열차도 등장하였으나, 러일 전쟁을 거치며 삭감 또는 폐지되었다.
러일 전쟁 종결 후에는 “급행열차권규정”이 공포되어 1906년 4월 16일부터 신바시 ~ 고베 간에서 운행하던 최급행열차의 이용에 처음으로 별도의 급행 요금이 필요하게 되었으며, 급행 요금을 필요로 하는 열차는 점차 증가하였다. 한편, 최초로 급행 요금을 받게 된 최급행열차는 이후 1912년에 격상되어 일본 최초의 특별급행열차(특급열차)가 되었다.

##### 급행열차의 황금기
다이쇼 시대부터 쇼와 시대에 걸쳐 일본의 많은 간선에서 급행열차가 설정되었다. 한편, 당시 특급열차는 도카이도 본선 • 산요 본선의 ‘후지’, ‘사쿠라’, ‘쓰바메’, ‘카모메’의 네 종류 뿐이었으며, 따라서 도호쿠 본선 등 다른 간선에서는 급행열차가 최우등 열차였고, 특급열차 수준의 급행열차도 존재하였다. 이후 1934년 12월, 단나 터널의 개통으로 이루어진 다이어그램 개정으로, 아래와 같은 변화가 일어났다.
7 • 8 열차
(도카이도 본선, 산요 본선, 구레선) 도쿄 ~ 시모노세키 간을 운행하였다. 종점인 시모노세키 역에서는 부관연락선(시모노세키 ~ 부산)과 연결되어, 조선, 만주, 중국, 그리고 시베리아 횡단 철도를 경유하여 모스크바, 베를린, 런던 등으로 이어져 국제 연락 운송을 담당하였다. 이후 구레 선 개통 이후에는 구레 선도 경유하여 구레 진수부 및 구레 재적의 함선에 부임 • 출장하는 해군 사관의 발이 되었다. 또한, 일등, 이등, 삼등 각 등의 좌석차와 침대차를 모두 연결하였다. 식당차는 당시 특급 ‘사쿠라’를 포함한 많은 열차가 일식을 취급하던 것과 대비되게 양식을 취급하였다. 또한 낮 시간대에 달리는 구간(교토 ~ 시모노세키)에는 일등 전망차도 연결하였다.
17 • 18 열차
(도카이도 본선) 도쿄 ~ 고베 간을 운행하였다. 고베에서는 만주의 다롄 등으로 가는 항로와도 연계되었다. 일•이등 침대차와 양식 식당차만을 연결하였다. 삼등차는 연결되지 않았으며, 좌석차는 이등차의 좌석차가 1량만 연결되었다. 정부의 요인이나 저명한 사람이 많이 승차하여, 명사 열차(名士列車)라고도 불렸다.
201 • 202 열차
(조반선, 도호쿠 본선) 우에노 ~ 아오모리 간을 운행하였다. 당시 도호쿠 본선의 열차는 홋카이도, 사할린 연결을 맡았는데, 이 열차는 그 중에서도 가장 중요한 역할을 하였다. 이 • 삼등차 뿐으로 일등차는 없으며, 식당차도 일식 식당차였으나(1934년 이후 일등차 및 양식 식당차의 연결은 도카이도 • 산요 본선 한정으로 변경되었다), 이등 침대차의 일부에는 “특별실”이라고 불리는 일등 침대차와 비슷한 수준의 설비를 갖춘 차량이 연결되었다. 또한 이 개정으로 주행 속도가 대폭 향상되어 우에노 ~ 아오모리를 하행은 12시간 45분, 상행은 12시간 25분만에 주파하였고, 특히 상행 열차의 평균 속도는 60.46 km/h에 달하였다. 1940년 10월, 상행 열차의 소요 시간이 5분 더 단축되었으며, 이 기록은 1958년 10월, 도호쿠 최초의 특급열차 ‘하쓰카리’(우에노 ~ 아오모리 간 12시간 소요)가 등장하기까지 약 18년동안 깨지지 않았다.
201 • 202 열차
(하코다테 본선, 무로란 본선, 소야 본선) 하코다테 ~ 왓카나이 간을 운행하였다. 시간 단축을 위해 삿포로역을 통과하지 않고 무로란 본선을 경유하여 운행하였다. 하코다테역 ~ 오샤만베역에서 하코다테 본선 경유 삿포로역 착발 편(급행 1 • 2 열차)와 병결하였다. 하코다테역에서는 세이칸 연락선을 통해 위 도호쿠 본선, 조반선 201 • 202 열차와 연계되었으며, 왓카나이역에서는 당시 일본령이었던 사할린섬 미나미카라후토 오도마리정(지금의 코르사코프)으로 향하는 지하쿠 연락선과 연계되었다. 이 열차에도 특별실을 갖춘 이등 침대차가 연결되어 있었다.
급행열차는 중일 전쟁에 돌입한 이후에도 만주나 사할린으로의 수요가 늘어남에 따라 각지에서 증편이 이루어졌으며, 태평양 전쟁의 전황이 악화한 1943년 2월 경부터 폐지가 이루어졌다. 1944년 3월 14일에는 결전비상조치요강(決戦非常措置要綱)에 따라 여객의 수송 제한에 관한 건을 각의 결정하여 특급 및 급행열차 등의 전면 폐지가 결정되었다. 이에 따라 1944년 4월에 특급열차가 모두 폐지(동시에 일등차, 침대차, 식당차의 연결은 모두 중지)되었고, 1945년 3월에 일본 전국에서 급행열차는 도쿄 ~ 시모노세키 간(6월부터 도쿄 ~ 모지 간) 1 • 2 열차의 1왕복만 남게 되었다.

##### 부흥과 특급열차로의 전환
전쟁 후에는 증기 기관차 운행에 필요한 석탄과 차량, 정비 사정이 전쟁 중일 때보다 더 악화되어, 1947년 1월 ~ 4월에 급행열차는 계속 줄어들었다. 그러다가 같은 해 6월부터 일본 전국에 준급열차와 함께 증편 • 신설되는 추세로 전환되었다. 전쟁 후에는 소위 “로컬선” 등도 많이 설정되어 있었다. 그러나 준급열차는 급행열차에 병합되기 시작하였고, 1966년 3월에 100 km 이상을 주행하는 본래의 의미로서의 “준급열차”는 없어졌고, 남은 편들도 1968년 10월에 모두 폐지되었다.
한때 수도권의 주오선이나 간사이 지구의 도카이도 본선, 산요 본선, 한와선 등에서 “급행열차”가 아니라, 급행“전차”(일본어: 急行電車、きゅうこうでんしゃ 큐코덴샤[*], 줄여서 급전(일본어: 急電、きゅうでん 큐덴[*])이라고도 하였다)이라는 열차가 운행되기도 하였다. 급행 “전차”는 급행 “열차”와 달리 별도의 급행 요금이 필요하지 않았다. 그러나 같은 종별의 열차임에도 요금이 필요한 것과 그렇지 않은 것이 혼재하고 있는 것은 승객에게 혼란을 초래할 수 있었기 때문에, 전차나 기동차를 사용한 유료 준급이 신설되면서 1958년 10월에 급행전차는 쾌속전차(일본어: 快速電車、かいそくでんしゃ 카이소쿠덴샤[*])로 개칭되었다(후술하는 #급행 전차 (급전)도 참조).
한편, 전쟁 때 매수된 사철인 한와선에서는 특급전차, 준급전차도 존재했지만, 이때 특급전차는 쾌속전차로, 급행전차와 준급전차는 직행전차(이후의 “구간쾌속”)로 개칭되었다.
급행열차의 최전성기인 1960년대에는 많은 급행열차가 설정되었고, 그 중에는 초장거리를 운행하거나 운행 구간이 특이하거나 분할과 병결을 반복하는 등 여러 열차가 존재하였다. 1968년 10월 개정(이른바 '욘산토'(4•3•10, 쇼와 43년(1968년) 10월을 의미한다)라 불리는 개정) 시점에서 아래와 같은 열차들이 그러하였다.
다카치호(高千穂、たかちほ)
(도카이도 본선, 산요 본선, 닛포 본선) 도쿄 ~ 니시카고시마(지금의 가고시마추오) 간을 운행하였다. 닛포 본선을 경유하여 도쿄에서 니시카고시마까지 1574.2 km를 28시간 15분에 주파하던 초장거리 열차였다. 1965년 10월부터 1980년 10월까지 침대특급열차(일명 “블루 트레인”)였던 ‘후지’가 같은 구간을 운행하였지만, 급행열차 중에서는 이 열차가 가장 긴 구간을 운행하였다. 또한, 1968년 10월의 일명 “욘산토” 개정으로 도쿄역에서 모지역까지는 가고시마 본선 경유의 기리시마(霧島、きりしま)(후의 ‘사쿠라지마’)와 병결하여 운행하게 되었다. 또한, 이 열차는 당시 도카이도 본선의 유일한 주간 객차 열차였다.
산베(さんべ)
(산인 본선, 미네선, 야마구치선, 산요 본선, 가고시마 본선) 요나고 ~ 오고리(지금의 신야마구치)•고쿠라•하카타•구마모토 간을 운행하였다. 당시에는 주간 2왕복, 야간 1왕복으로 총 3왕복이 설정되어 있었으며, 하행인 산베 2호와 상행인 산베 1호는 운행 경로가 복잡하였다. 하행인 산베 2호의 경우, 요나고 역을 출발하여 마스다역에서 야마구치 선 경유 오고리 행 열차를 분할하고, 나가토시역에서 산인 본선 경유와 미네 선 • 산요 본선 경유 열차를 분할하고, 시모노세키역에서 그 분할한 편성과 다시 병결하는 형태로 운행하였다. 이 열차는 1970년대 말까지 운행하였으며, 니시무라 교타로의 작품의 영향으로 한 때 “재혼 열차”라 불리기도 하였다.
리쿠추(陸中、りくちゅう)
(도호쿠 본선, 가마이시 선, 야마다 선, 하나와 선, 오우 본선) 센다이 ~ 아키타 간을 운행하였다. 당시 센다이역에서 아키타 역까지 최단 경로인 기타카미 선을 경유하던 급행 ‘기타카미’는 이 구간을 4시간 반에 주파하였는데, 이 열차는 가마이시 선, 야마다 선, 하나와 선을 경유하여 13시간 반에 주파하였다. 또한 분할 • 병결도 복잡하였다.
당시에는 특별급행열차는 최상위 등급으로 상대적으로 드물고 급행열차가 많았지만, 1964년 10월에 신칸센이, 1972년 10월에는 엘(L) 특급이 등장하며 특급열차가 많아졌고, 경제도 성장하며 철도 수송이 포화되고 열차 운행 속도가 다른 급행형 차량(최고 운전 속도 95 ~ 110 km/h)이 늘어났다. 중장거리 급행열차는 특급열차로 격상되고, 근거리나 일부 중거리 열차는 쾌속으로 격하되어갔으며, 열차 속도의 단순화와 우등 열차의 차종 통일에 의한 차량 운용의 합리화, 나아가 급행열차의 서비스 향상 등이 이루어졌다. 이런 시책은 항공기, 자가용, 고속버스 등이 보급되던 당시에 불가피한 것이었으며, 특급으로 격상된 열차들은 차내 설비가 개선되고 소요 시간이 단축되었다. 한편, 이러한 변화는 국철의 수입 증가를 위한 수단이라는 비판도 있었다. 그러나 당시 국철의 운임은 일본 물가 대비 다소 낮게 책정되어 있었으며, 국철 운임의 인상은 일본 국회의 승인을 받아야 하는 쉽지 않은 일이었기 때문에 주로 운임보다는 요금의 인상이 많이 이루어졌다.
이 시기에는 이른바 “신성능 전차”(카르단 구동방식이나 전자직통제동, 전기 지령식 제동을 채택한 재래선 전동차)로의 교체로 인해 임시 열차(‘하리마’ 등)나 대도시권(수도권의 가이지 등)의 경우 급행 수준의 차량이 갖추어지지 않아 일반형 차량으로 운행되는 우등 열차도 있었다. 이러한 열차는 일부 철도 동호인에게 “손색 급행”(遜色急行、そんしょくきゅうこう)이라고 야유당하기도 하였다. 한편, 서일본 지역을 중심으로 급행형 차량에 냉방 장치를 설치하는 것이 진행되어 일등차는 1968년까지, 간토 지방 이서의 보통칸(구 이등차)도 1970년대 후반까지는 완료되었으나, 도호쿠 지방 이북에서는 설치가 늦게 진행되었다.
급행 전성기 때와 열차 편성이 유사한 차량으로, 특별 이등차와 이등차(후의 일등차 • 그린차), 식당차(내지는 뷔페), 화물차가 갖추어진 열차도 있었으며, 다이어그램 작성 시에 속도를 포함하여 우등 차량을 갖춘 열차를 “우등 열차”라고 부르게 되었다.
여전히 존치된 급행열차는 계속해서 특급열차와 쾌속 • 보통 열차 사이의 어중간한 존재로 전락하여 이용객이 감소해 갔다.

##### 쇠퇴와 소멸
1980년대 이후에는 신칸센 노선이 확대되고 재래선 특급열차에서 사용되던 잉여 특급형 차량이 생겨났으며, 급행열차에서 사용되던 차량은 노후화가 진행되었다. 뿐만 아니라 비행기나 자가용, 고속 버스 등 다른 교통 수단이 대두되면서 고정식 박스 크로스 시트를 갖춘 보통차나 3단식의 B침대차와 같은 오래된 설비는 더 이상 이용자의 니즈에 맞지 않게 되었다. 그로 인해 급행열차는 특급열차로 격상되거나 쾌속 • 보통 열차로 격하되거나 폐지되거나 대폭 감편되었다.
1982년 11월 15일의 국철 다이어그램 개정을 시작으로 JR 발족 후에도 이러한 흐름은 계속되었고, 거의 매년마다 급행열차가 폐지되어 갔다. 시코쿠여객철도(JR 시코쿠)는 1999년 3월, 큐슈여객철도(JR큐슈)는 2004년 3월, 도카이여객철도(JR 도카이)는 2008년 3월, 서일본여객철도(JR 서일본)는 2012년 3월의 개정을 끝으로 각각의 관내에서 정기 급행열차를 소멸시켰다.
주간 급행열차는 2009년 3월 개정으로 마지막까지 남아있던 ‘쓰야마’가 폐지되며 모두 폐지되었다. 그 결과, 정기 급행열차는 야간의 ‘기타구니’와 ‘하마나스’만 남게 되었고, 이 중 ‘기타구니’는 2012년 3월에 임시 열차로 격하된 후, 이듬해 1월에 폐지되었다. ‘하마나스’도 2016년 3월 26일의 홋카이도 신칸센 개업에 따라 폐지되었다. 이것으로 JR의 정기 급행열차는 소멸되었다.
그린차의 연결은 주간 정기 급행열차의 경우, 절반이 그린차인 키로하 28형을 연결한 ‘쓰야마’가 2003년 9월 30일에 차량이 변경되며 키로하 28형이 편성에서 제외되면서 사라졌다. 그린차를 연결하는 정기 급행열차는 2012년 3월의 개정으로 ‘기타구니’가 임시 열차로 격하되면서 사라졌다. 또한, 임시 열차화 이후의 ‘기타구니’가 폐지된 2013년 1월 이후에는 그린차를 연결한 열차는 사용 차량의 일부에만 설치되거나, 이른바 ‘조이풀 트레인’에 한하게 되었다.
한편, 1998년에 폐지된 주유권 중, 균일 주유 승차권(와이드 승차권 • 미니 승차권)이 있으면 출발 역부터 목적 주유 구간까지의 경로를 포함한 급행열차의 자유석 이용이 가능했었다.

#### 차량

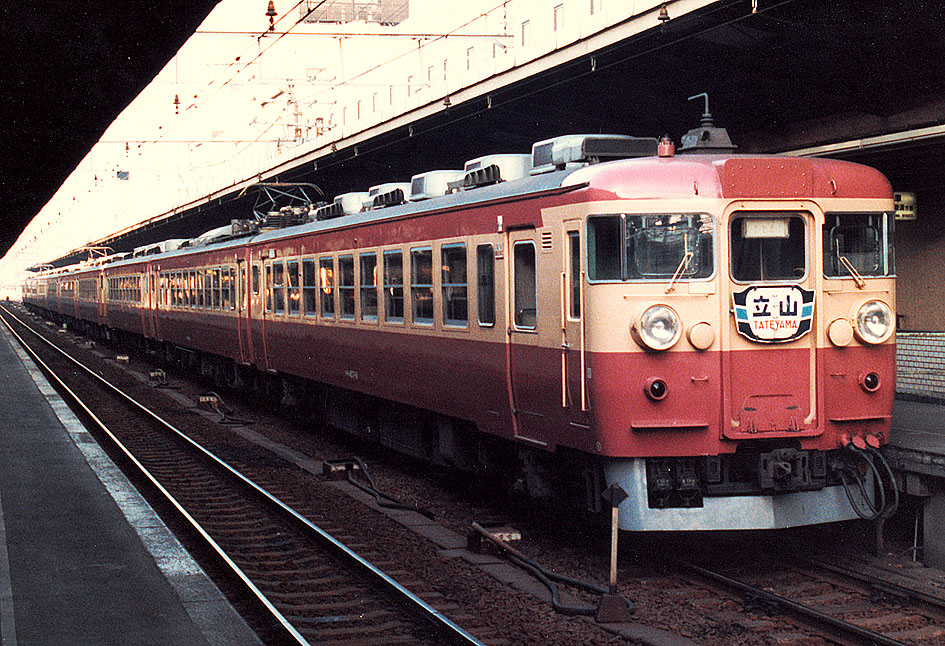
급행형 차량(475계)

급행열차는 153계 • 165계 직류 전동차나 455계 • 475계 교직류 전동차, 키하 28계 • 58계 기동차, 12계 객차 등의 급행형 차량이나 구형 객차로 운행되었다.
열차에 따라서는 485계 • 583계 등의 전동차나 20계 • 14계 객차, 키하 181계 기동차 등의 특급형 차량이나 113계 • 401 • 403 / 421 • 423계 전동차나 키하 40계 기동차 등의 일반형 차량이 사용되기도 하였다. 후자의 경우 일반적인 급행형 차량보다 서비스 시설이 좋지 않아 “손색 급행”이라고 불리기도 하였다.
JR 민영화 이후, 급행 전용 차량은 개발되지 않았다. 키하 100계 0번대는 급행 수준의 설비를 갖추고 있었지만, 현재 정기 열차 중에서는 쾌속열차에만 운용되고 있다. 민영화 이후의 정기 급행열차는 ‘가스가’(かすが, 2006년 3월 폐지)가 키하 75형을 사용했던 것 이외에는, 모두 국철 시절의 차량을 개수하여 사용하고 있다. 전술한 급행 ‘하마나스’는 특급형 차량을 사용하였다.

#### 정기 급행의 폐지

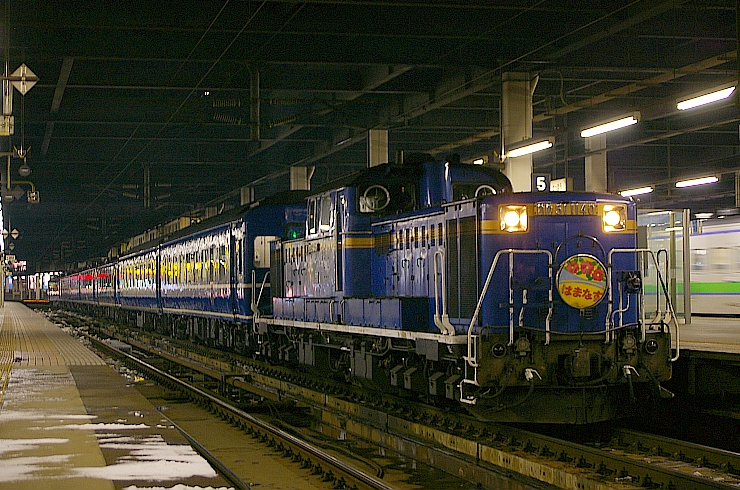
JR 최후의 급행 ‘하마나스’

2016년 3월 26일의 다이어그램 개정으로 홋카이도 신칸센이 개통함에 따라, JR 최후의 정기 급행열차인 ‘하마나스’가 폐지되었다. 이 열차는 아오모리와 삿포로를 잇는 야간 열차로, 같은 해 3월 21일 아오모리 발 22일 삿포로 행의 하행 열차를 마지막으로 운행을 종료하였다. 이 열차의 폐지로, 국철 때부터 이어져 온 JR의 정기 급행열차는 소멸되었다.
그러나 제도 상으로는 급행이라는 열차 종별이 남아있다. JR 동일본 미토 지사와 JR 도카이 처럼, 성수기에 임시 열차로 급행열차를 운행하기도 하며, 그 때는 급행권도 발매된다. 또한 이러한 열차들은 특급형 차량을 사용하지만, 정기 열차의 다이어그램을 우선하기 위해 뷰 포인트에서 서행 운전이나 정차를 하는 등 속달성의 면에서 특급이라 하기 어려운 성질을 가지고 있어 급행이 임시 열차의 종별로 잘 사용된다.
다만 JR 동일본 미토 지사의 경우 2017년 11월을 마지막으로 급행열차가 운행되지 않고 있으며, 쾌속열차로 격하되거나 특급 ‘도키와’로 격상되었다. 조반선에서는 2015년 3월의 다이어그램 개정으로 전 차량 지정석인 “신 특급 요금”을 도입한 결과, 좌석 지정 요금을 포함한 급행 요금이 신 특급 요금보다 높아지는 현상이 발생하고 있다.
예외로 조반 완행선 상행 열차에는 JR 동일본의 공식 사이트의 시간표 상에 급행이라는 열차 종별이 설정되어 있지만, 이는 직통하는 오다큐 전철 오다와라 선 • 다마 선 내에서 후술할 #요금이 필요하지 않은 ‘급행’으로 운행함을 의미하는 것으로, 여기서 말한 급행열차와는 성질이 완전히 다르다(JR의 쾌속열차와 비슷하다).

### 급행전차 (급전)

#### 개요

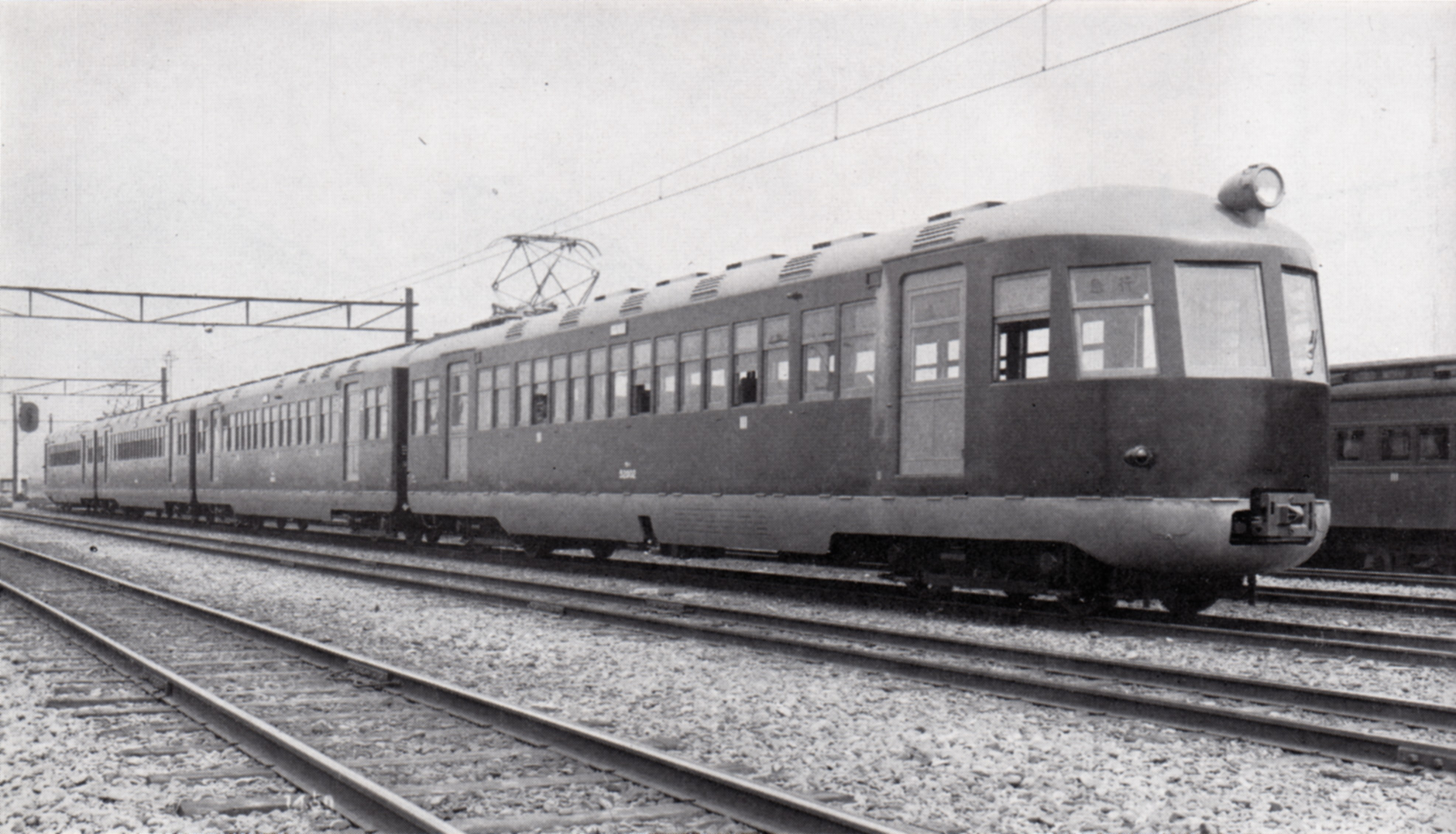
간사이 급전에서 사용되었던 모하 52계

쇼와 시대 초기부터 급행열차와는 별개로 “급행전차(急行電車、きゅうこうでんしゃ 큐코덴샤[*])”라는 급행 요금을 징수하지 않는 열차가 운행되는 노선이 있었다. 약칭은 “급전(急電、きゅうでん 큐덴[*])”이다. 차량은 근거리용 차량과 동등한 서비스 설비를 갖추고 있었지만, 정차 시간이 길어서 일부 열차는 화장실 시설이 설치되었다. 또한 일부 차량의 경우, 근거리용 차량에 사용되는 롱 시트가 아니라 세미크로스 시트가 설치되어있기도 하였다.

#### 역사
일본국유철도에 접어든 이후에도 전동차로 운행하는 급행을 급행전차라 불러 급행 요금을 징수하는 급행열차와 구분하였다. 현재 JR 동일본의 사내 규정에서 주오 쾌속선의 정식 명칭이 주오 급행선(中央急行線、ちゅうおうきゅうこうせん 추오큐코센[*])인 것도 그 잔재이다. 이 외에 국철이 전시 매입 때 한와 전기철도에서 매입한 한와선에서는 요금이 필요하지 않은 특급 전차 • 준급 전차도 존재하였다. 또한 현재의 도카이도 본선, 산요 본선 게이한신 지구(비와코선, JR 교토선, JR 고베선)를 종관하는 신쾌속도 원래는 급행 전차였다.
그러나 1958년에 151계 전동차와 153계 전동차가 등장하여 특급열차와 급행열차에 투입되며 국철의 급행 요금이 불필요한 열차는 순차적으로 “쾌속”으로 명칭이 변경되었다(한와 선에서는 최상위 특급 전차가 쾌속열차가 되고, 급행 및 준급 전차는 직행 열차는 새로운 종별로 바뀌었다).

### 사철과 제3섹터 철도의 급행열차

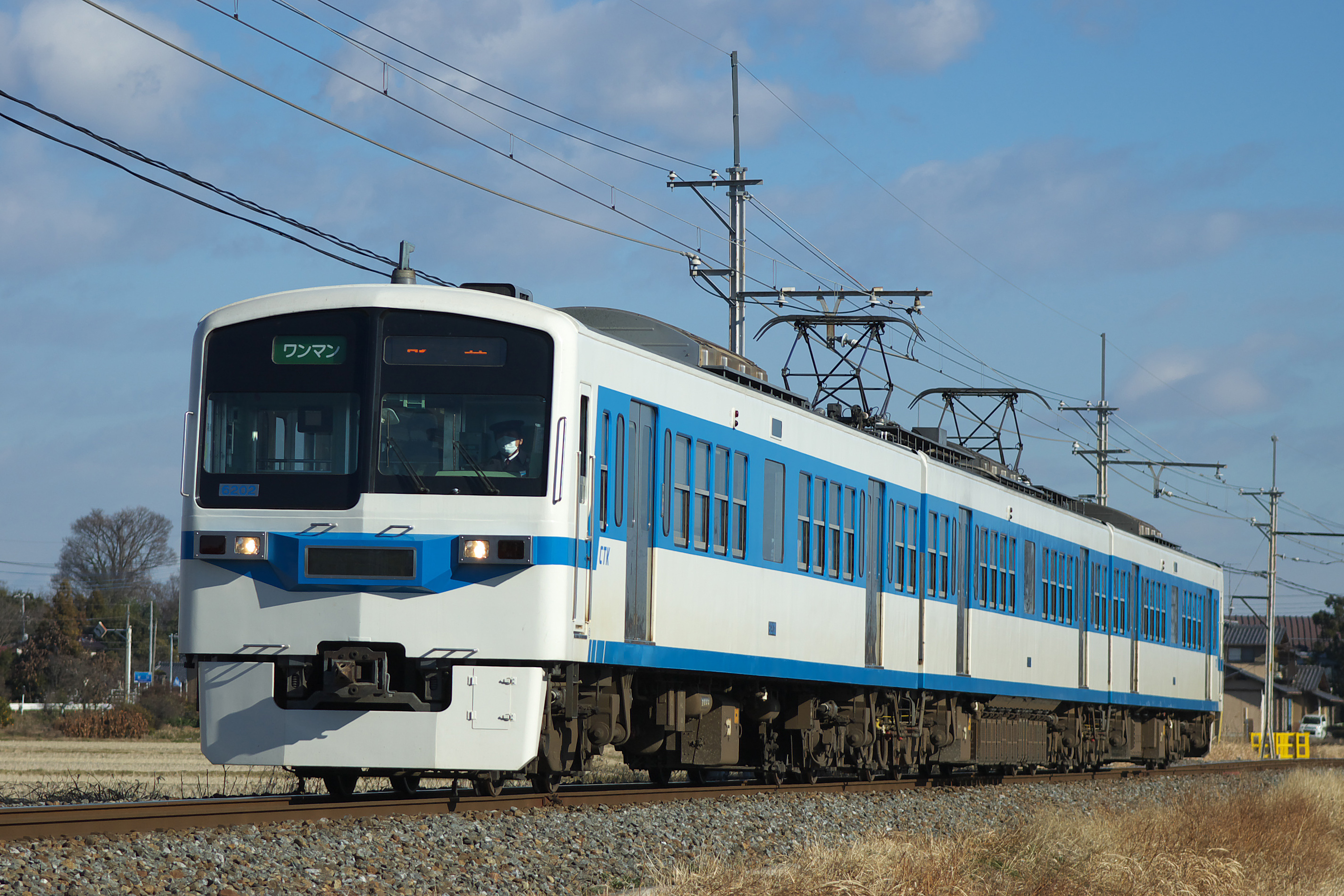
지치부 철도의 급행 '지치부지'(秩父路)는 현재까지도 급행권을 요구하는 몇 안 되는 사철의 급행열차이다.

#### 개요
사철은 1906년의 철도국유법에 의해 동력 집중 방식의 장거리 열차를 운행하는 회사가 도부 철도나 난카이 전기철도 등을 제외하고 거의 없게 되었고, 미국의 인터어반을 본뜬 고속 전기 철도로서 출발한 회사가 대부분이었다. 그렇기 때문에 급행열차가 표준적인 속달 열차가 아닌 경우도 있다. 쾌속열차가 급행열차보다 정차역이 적은 회사도 있다.
도부 철도의 경우, 예전에 도쿄와 군마현 • 도치기현을 잇는 도부 본선 계통에서, 국철의 제도와 유사하게 급행권을 필요로 하는 열차(이세사키 선 급행 ‘료모’, 닛코 선 계통의 급행. 이하 ‘유료 급행’)와 그것과 별개로 요금이 필요하지 않은 ‘급행’을 운행하였다. 이 열차는 1951년의 운전 계통의 개정으로 명칭 상 폐지되어, “쾌속”, “준쾌속”, (정차역이 적은) “준급” 등(이하 ‘쾌속 등’)으로 개칭되었다.
그 후에는 준급(무료이지만 도중 정차역이 비교적 많은 열차)과 유료 급행의 사이에 위치하는 열차 종별로서 존재하였다. 그러다가 2006년 3월의 다이어그램 개정으로 유료 급행이 특급으로 격상됨에 따라, 요금이 필요하지 않은 ‘급행’이 전술한 쾌속 등과는 별도로 설정되었다.
급행 요금을 설정하고 있는 열차를 운행하는 사철도 있다. 예전에는 후지 급행, 나가노 전철, 시마바라 철도 등의 관광지의 노선 등에서는 구 국철에서의 직통운전(또는 그 반대)을 하는 열차의 경우 별도로 급행 요금을 징수하기도 하였다. 그리고 오다큐 전철의 ‘아사기리’, 나고야 철도의 ‘기타알프스’와 난카이 전기철도의 ‘기노쿠니’, 그리고 도야마 지방 철도에 직통운전한 국철의 급행열차(‘다치야마’, ‘노리쿠라’) 등의 경우 국철선 내에서는 급행으로, 사철선 내에서는 특급으로 운행하였다.

#### 유료 급행열차
급행권이 필요한 급행열차는 아래의 4개 회사에서만 운행되고 있다. 차량은 전용 차량이 사용되는 경우가 많다.
예전에는 대규모 사철 중에서도 도부 철도의 닛코 선에 대규모 사철 중에서는 유일한 유료 급행열차가 존재하였으나, 2006년 3월 18일의 다이어그램 개정으로 특급으로 격상되었으며, 동시에 요금이 필요하지 않은 ‘급행’이 새롭게 신설되었다. 아래는 사철의 유료 급행열차의 목록이다.
| 운행 회사          | 애칭                              | 운행 구간                                 | 비고                                                                                               |
| ------------------ | --------------------------------- | ----------------------------------------- | -------------------------------------------------------------------------------------------------- |
| 아키타내륙종관철도 | 모리요시(もりよし)                | 가쿠노다테 ~ 다카노스                     | |
| 이스미 철도        | 관광 급행열차 ‘급행 ○호(急行○号)’ | 오타키 ~ 오하라                           | 주말 및 공휴일에 운행. 지정석은 추가 요금 필요.                                                    |
| 오이가와 철도      | SL 급행 • EL 급행                 | 신카나야 ~ 센즈                           | 전석 지정석이지만, 만석인 경우에도 입석으로 발매된다.                                              |
| 지치부 철도        | 지치부지(秩父路)                  | 하뉴 • 구마가야 ~ 가게모리 • 미쓰미네구치 | 차량 서비스가 아닌 ‘속달 서비스’이기 때문에, 롱 시트 차량으로 운용되는 경우에도 급행권이 필요하다. |

##### 폐지된 열차
| 운행 회사                       | 애칭                                                                           | 운행 구간                           | 비고 |
| ------------------------------- | ------------------------------------------------------------------------------ | ----------------------------------- | --- |
| 오이가와 철도                   | (전차 급행)(（電車急行）)                                                      | 가나야 ~ 센즈                       | 현재도 임시로 운행할 때가 있다. 그러나 2017년에 운행된 ‘오쿠오이’의 경우 급행 요금이 필요하지 않았다.                                               |
| 오다큐 전철                     | 아사기리(あさぎり)                                                             | 신주쿠 ~ 고텐바                     | 국철 • JR선 직통. 정식 표기는 ‘연락 급행(連絡急行)’(오다큐 선 내). 현재는 특급으로 격상되어, 2018년 3월 17일부터 ‘후지산(ふじさん)’으로 개칭되었다. |
| 시마바라 철도                   | (애칭 없음)                                                                    | 이사하야 ~ 가즈사                   | 10km 이상 승차하는 경우 유료. 현재는 요금이 필요하지 않다.                                                                                          |
| 조잔케이 철도 (현. 조테쓰)      | 이데유(いでゆ) 시라카바(しらかば) 미도리(みどり) 무이네(むいね) 모미지(もみじ) | (삿포로 ~ )히가시삿포로 ~ 조잔케이  | 국철 하코다테 본선 직통. |
| 도부 철도                       | 료모(りょうもう)                                                               | 아사쿠사 ~ 아카기, 이세사키, 구즈   | 현재는 특급으로 격상. |
| 도부 철도                       | 시모쓰케(しもつけ)                                                             | 아사쿠사 ~ 도부우쓰노미야           | 현재는 특급으로 격상. |
| 도부 철도                       | 유노사토(일본어: ゆのさと)                                                     | 아사쿠사 ~ 기누가와온센, 신후지하라 | 현재는 특급으로 격상. |
| 도부 철도                       | 기리후리(きりふり)                                                             | 아사쿠사 ~ 신토치기, 도부닛코       | 현재는 특급으로 격상. |
| 도부 철도 야간 철도 아이즈 철도 | 미나미아이즈(南会津)                                                           | 아사쿠사 ~ 아이즈타지마             | |
| 노토 철도                       | 노토지(能登路)                                                                 | (가나자와 ~ )나나오 ~ 와지마 • 스즈 | JR 나나오선 직통. |
| 노토 철도                       | 노토코이지호(のと恋路号)                                                       | 나나오 ~ 스즈                       | 자사 노선 내에서만 운행. |

#### 요금이 필요하지 않은 ‘급행’
현재 사철에서 운행 중인 대부분의 급행열차는 요금이 필요하지 않으며 속달 운전을 실시하므로, 선술한 국철의 급행 전차와 비슷하며, 현재 JR의 쾌속열차에 상당한다. 1914년에 게이한 전철이 게이한 본선에서 운행한 것이 시초이다. 이후 게이한 전철은 1916년에 논 스톱 운전이었던 종래의 급행을 최급행(最急行)으로 개칭하고, 급행은 주요 역에 정차하는 열차로 설정하였다.
일반적으로 통근형 차량(일반 차량)으로 운행되지만, 때때로 특별한 설비를 갖춘 차량으로 운행되기도 한다. 게이힌 급행 전철이나 게이한 전철 등이 대표적인 예이다.

##### 열차 목록
- 준급, 쾌속특급(쾌특), 쾌속 급행 등의 파생 종별은 별도로 정리하였다.
- 지하철은 포함되어 있지 않다.
- ‘×’ 표기가 있는 것은 현재 운행하지 않음을 의미한다.

| 운행 회사      | 운행 노선        | 운행 노선      | 파생 종별 | 비고                                                   |
| 운행 회사      | 통과 역 있음     | 모든 역에 정차 | 파생 종별 | 비고                                                   |
| -------------- | ---------------- | -------------- | --------- | ------------------------------------------------------ |
| ×조잔케이 철도 | ×조잔케이 철도선 |                |           | 1965년 10월 1일 개정으로 무료화. 1966년 10월 1일 폐지. |
| ×유바리 철도   | ×유바리 철도선   |                |           | 1967년 10월 1일 폐지.                                  |

| 운행 회사                           | 운행 노선                        | 운행 노선                          | 파생 종별                                 | 비고 |
| 운행 회사                           | 통과 역 있음                     | 모든 역에 정차                     | 파생 종별                                 | 비고 |
| ----------------------------------- | -------------------------------- | ---------------------------------- | ----------------------------------------- | --- |
| ×조신 전철                          | ×조신선                          |                                    |                                           | 1982년부터는 매주 일요일 운행분의 열차에 한하여 승객에게 녹차, 커피를 제공하는 서비스가 이루어졌다. 1992년 7월 15일 폐지.                     |
| 오다큐 전철                         | 오다와라선 에노시마선 다마선     |                                    | 쾌속 급행 통근 급행 ×쇼난 급행 ×다마 급행 | |
| ×하코네 등산 철도                   |                                  | ×철도선                            |                                           | 오다큐선 직통 열차 한정으로 운행하였다가, 2008년 3월의 다이어그램 개정으로 폐지.                                                              |
| 게이오 전철                         | 게이오선 다카오선 사가미하라선   | 신선 게이바조(경마장)선 도부쓰엔선 | ×통근 급행 구간 급행                      | 도에이 신주쿠선과 직통 운전 실시. |
| 게이오 전철                         | 이노카시라선                     |                                    |                                           | |
| ×게이힌 급행 전철 (게이큐)          | ×본선                            | ×쿠코(공항)선 ×즈시선 ×구리하마선  | ×통근 급행 에어포트 급행                  | 2010년 5월의 다이어그램 개정으로 ‘에어포트 급행’으로 명칭 변경. 구리하마선의 급행은 1970년 6월 20일 폐지. 즈시선 급행은 1999년 7월 30일 폐지. |
| ×게이세이 전철                      | ×오시아게선                      | ×본선 ×히가시나리타선              | ×통근 급행                                | 히가시나리타선의 급행은 2002년 10월 11일 폐지. 오시아게선, 본선의 급행은 2010년 7월 17일 폐지.                                                |
| 호쿠소 철도                         | 호쿠소선                         |                                    |                                           | |
| 사가미 철도 (소테쓰)                | 본선                             |                                    | 통근 급행                                 | 통과 운행 구간은 요코하마역 ~ 후타마타가와역 간 한정. 그 이서에서는 모든 역에 정차한다. 자세한 내용은 소테쓰 본선#급행을 참조.                |
| 세이부 철도                         | 이케부쿠로선                     | 사야마선 세이부 지치부선           | 쾌속 급행 통근 급행                       | 사야마선은 임시열차로만 운행. |
| 세이부 철도                         | 신주쿠선                         | 세이부엔선 하이지마선 다마코선     | 통근 급행                                 | |
| 도큐 전철 (도큐) 요코하마 고속 철도 | 도요코선 메구로선 미나토미라이선 |                                    |                                           | |
| 도큐 전철 (도큐) 요코하마 고속 철도 | 덴엔토시선 오이마치선            |                                    |                                           | 평일 밤의 하행 일부 열차에 한하여 1량이 유료 지정석(Q 시트)으로 되어있다.                                                                     |
| 도부 철도                           | 이세사키선 닛코선                |                                    | 구간 급행                                 | 닛코선 미나미쿠리하시 이북의 설정은 2017년 4월 21일 개정부터. 닛코선 미나미쿠리하시 이남의 설정은 그 이전부터 있었지만 모든 역에 정차.        |
| 도부 철도                           | 노다선                           |                                    |                                           | 2016년 3월 26일 운행 개시. |
| 도부 철도                           | 도조선                           |                                    | 쾌속 급행 ×통근 급행                      | 현재의 쾌속 급행은 이전에는 특급으로 운용되었다.                                                                                              |

| 운행 회사                   | 운행 노선 | 운행 노선                                 | 파생 종별                                            | 비고 |
| 운행 회사                   | 통과 역 있음 | 모든 역에 정차                            | 파생 종별                                            | 비고 |
| --------------------------- | --- | ----------------------------------------- | ---------------------------------------------------- | --- |
| ×이즈 하코네 철도           | ×슨즈선 |                                           |                                                      | 1971년 이후 폐지. |
| 시즈오카 철도               | 시즈오카시미즈선 |                                           | 통근 급행                                            | 급행은 2011년 10월부터 운행 재개, 하행 열차(신시미즈행)만 설정. 통근 급행은 2011년 10월부터 운행 개시, 상행 열차(신시즈오카행)만 설정. |
| ×엔슈 철도                  | ×철도선 |                                           |                                                      | 1972년 10월 1일 폐지. |
| ×도요하시 철도              | ×아쓰미선 |                                           |                                                      | 1985년 9월 1일 폐지. |
| 나고야 철도 (메이테쓰)      | 나고야 본선 ×다케하나선 ×하시마선 이누야마선 ×이치노미야선 ×히로미선 가카미가하라선 ×고마키선 도코나메선 고와선 쓰시마선 니시오선 ×가마고리선 ×미카와선 | 도요카와선 쿠코(공항)선 치타신선 비사이선 | 쾌속 급행 ×준급행                                    | 통과 역이 없는 이나 시발의 상행 열차도 급행으로 운행함. 이치노미야선의 급행은 1941년 8월 11일 폐지됨. 고마키선의 급행은 1967년 8월 22일 폐지됨. 정차역: 아지마, 아지요시, 마나이, 고마키, 다카다진자마에, 가쿠덴, 메이지무라구치 미카와선의 급행은 1981년 11월 20일 폐지됨. 다케하나선, 하시마선의 급행은 2001년 10월 1일 폐지됨. 가마고리선의 급행은 2005년 1월 29일 폐지됨. 히로미선의 급행은 2011년 3월 26일 폐지됨. 반급행은 1948년 5월 16일 이전의 동부 선구에서 운행됨(서부 선구는 준급). |
| 나고야 철도 (메이테쓰)      | 세토선 |                                           |                                                      | |
| 나고야 철도 (메이테쓰)      | ×이비선 ×다니구미선 ×미노마치선 | ×기후시나이선 ×다가미선                   |                                                      | 미노마치선, 다가미선의 급행은 1975년 9월 16일 폐지됨. 다니구미선의 급행은 1984년 3월 20일 폐지됨. 기후시나이선, 이비선의 급행은 2005년 4월 1일 폐선 때까지 운행함. |
| ×세토 전기 철도             | ×세토 전기 철도선 |                                           |                                                      | 나고야 철도 합병 때까지 운행, 합병 후에도 운행 지속(1944년경 폐지). |
| ×치타 철도                  | ×치타 철도선 ×도코나메선 |                                           |                                                      | 나고야 철도 합병 때까지 운행, 합병 후에도 운행 지속(1944년 8월 폐지). |
| ×아이치 전기 철도           | ×치타 철도선 ×도코나메선 |                                           |                                                      | 나고야 철도 합병 때까지 운행, 합병 후에도 운행 지속(1944년 8월 폐지). |
| ×도요하시선                 | |                                           | 나고야 철도 합병 때까지 운행, 합병 후에도 운행 지속. | |
| ×도요카와 철도              | ×도요카와 철도선 (정차역 불명) | ×도요카와 철도선 (정차역 불명)            |                                                      | 아이치 전기 철도의 도요카와 운행(진구마에 ~ 도요카와 간). 아이치 전기 철도의 요시다 방면 전구간 개통에 따라 1927년 5월 31일 폐지됨. |
| 아케치 철도                 | 아케치선 |                                           |                                                      | 애칭은 '다이쇼 로망호'(大正ロマン号)로 기동차로 운행. 아케치행 한정 식당차 연결(예약 필요). 월요일은 운휴. |
| 긴키 닛폰 철도 (긴테쓰)     | 나고야선 오사카선 야마다선 ×시마선 ×요로선 | 스즈카선 도바선                           | 쾌속 급행 ×구간쾌속 급행                             | 영어 표기는 'EXP.'. 도바선은 아침, 저녁만 운행. 스즈카선은 평일에 나고야선 긴테쓰욧카이치부터 직통하는 히라타초행 1편 한정. 시마선의 급행은 1969년 12월 9일 폐지됨. 요로선의 급행은 1983년 3월 24일 폐지됨. |
| ×이세 전기 철도             | ×본선 |                                           |                                                      | 산구 급행전철 합병 때까지 운행, 합병 후에도 운행 지속. |
| ×미에 교통→ ×미에 전기 철도 | ×시마선 |                                           |                                                      | 긴키 닛폰 철도 합병 때까지 운행, 합병 후에도 운행 지속. |
| ×산기 철도                  | ×산기선 |                                           |                                                      | 1989년 4월 1일 폐지. |

| 운행 회사                       | 운행 노선                    | 운행 노선      | 파생 종별               | 비고                                                                                |
| 운행 회사                       | 통과 역 있음                 | 모든 역에 정차 | 파생 종별               | 비고                                                                                |
| ------------------------------- | ---------------------------- | -------------- | ----------------------- | ----------------------------------------------------------------------------------- |
| 도야마 지방 철도 (시테쓰)       | 본선 다테야마선              |                | 쾌속 급행 ×A급행 ×B급행 | [ 42 ]                                                                              |
| ×호쿠리쿠 철도                  | ×이시카와선 ×노미선          |                |                         | 1978년 12월 개정 당시에는 신테라이발 노마치행이 이른 아침 편도 1편 설정되어 있었음. |
| ×호쿠리쿠 철도                  | ×아사노가와선                |                |                         | 2006년 11월 30일 폐지.                                                              |
| ×호쿠리쿠 철도                  | ×야마나카선                  |                |                         | 1971년 7월 1일 폐지.                                                                |
| ×호쿠리쿠 철도                  | ×노토선                      |                |                         | 1971년 폐지.                                                                        |
| ×게이후쿠 전기 철도 후쿠이 본사 | ×에치젠 본선 ×미쿠니아와라선 | ×에이헤이지선  |                         | [ 42 ]                                                                              |
| 에치젠 철도                     | 미쿠니아와라선               |                |                         |                                                                                     |
| 후쿠이 철도                     | 후쿠부선                     |                | 구간 급행               |                                                                                     |

| 운행 회사                      | 운행 노선          | 운행 노선                             | 파생 종별                                                   | 비고 |
| 운행 회사                      | 통과 역 있음       | 모든 역에 정차                        | 파생 종별                                                   | 비고 |
| ------------------------------ | ------------------ | ------------------------------------- | ----------------------------------------------------------- | --- |
| 긴키 닛폰 철도 (긴테쓰)        | 오사카선 야마다선  | 도바선                                | ×직통 급행 쾌속 급행 ×구간쾌속 급행 ×통근 급행 ×구간 급행   | 영어 표기는 'EXP.'. 나가노선은 평일 아침 상행, 저녁 하행 한정. 나라선의 쾌속 급행은 한신선에도 직통 운행. 고세선의 정기 열차 급행(휴일 한정)은 1994년 3월 15일 폐지됨. 이후에는 임시 열차만 운행함.                                   |
| 긴키 닛폰 철도 (긴테쓰)        | 나라선             | 난바선                                | 쾌속 급행                                                   | 영어 표기는 'EXP.'. 나가노선은 평일 아침 상행, 저녁 하행 한정. 나라선의 쾌속 급행은 한신선에도 직통 운행. 고세선의 정기 열차 급행(휴일 한정)은 1994년 3월 15일 폐지됨. 이후에는 임시 열차만 운행함.                                   |
| 긴키 닛폰 철도 (긴테쓰)        | 교토선 가시하라선  | 덴리선                                | ×쾌속 급행                                                  | 영어 표기는 'EXP.'. 나가노선은 평일 아침 상행, 저녁 하행 한정. 나라선의 쾌속 급행은 한신선에도 직통 운행. 고세선의 정기 열차 급행(휴일 한정)은 1994년 3월 15일 폐지됨. 이후에는 임시 열차만 운행함.                                   |
| 긴키 닛폰 철도 (긴테쓰)        | 미나미오사카선     | 요시노선 나가노선 ×고세선             | 구간 급행                                                   | 영어 표기는 'EXP.'. 나가노선은 평일 아침 상행, 저녁 하행 한정. 나라선의 쾌속 급행은 한신선에도 직통 운행. 고세선의 정기 열차 급행(휴일 한정)은 1994년 3월 15일 폐지됨. 이후에는 임시 열차만 운행함.                                   |
| ×나라 전기 철도                | ×나라 전기 철도선  |                                       |                                                             | 긴키 닛폰 철도 합병 때까지 운행, 합병 후에도 운행 지속. |
| 난카이 전기 철도               | 난카이 본선        | 와카야마코선 쿠코(공항)선 ×다나가와선 | 공항 급행 -급행- 구간 급행                                  | 급행은 첨두 시간대에만 운행. -급행-은 하루키에 정차하는 급행으로 평일 심야의 이즈미사노행 최종 열차의 하행 1편만 운행. 다나가와선의 급행은 1993년 4월 17일 폐지됨.                                                                    |
| 난카이 전기 철도               | 고야선             |                                       | 쾌속 급행 구간 급행                                         | |
| ×한와 전기 철도 (×난카이 철도) | ×본선 (×야마테선)  |                                       |                                                             | 난카이 철도 합병 때까지 운행, 합병 후에도 운행 지속. 그 후 국유화되면서 급전이 됨. |
| ×고자쿠 철도                   | ×고자쿠 철도선     |                                       |                                                             | 1969년 11월 1일 폐지됨. |
| 게이한 전기 철도               | 게이한 본선        | 나카노시마선 오토선 ×우지선           | ×최급행 통근 특급 쾌속 급행 심야 급행 구간 급행             | 파생 종별이 아닌 급행 자체는 이른 아침과 저녁, 심야에 운행. 나카노시마 발착은 임시 열차로만 운행. 우지선의 급행은 1989년 9월 26일 폐지됨.                                                                                             |
| 게이한 전기 철도               | ×게이신선          | ×이시야마사카모토선                   |                                                             | 게이신선의 급행, 이시야마사카모토선의 급행(이시야마사카모토선 내에서는 각역정차) 모두 1981년 4월 11일 폐지됨. |
| 한신 전기 철도                 | 본선 한신 난바선   |                                       | 쾌속 급행 구간 급행                                         | 한신 난바선은 긴테쓰선과 직통 운전하는 쾌속 급행만 있음. |
| 고베 전철                      | 아리마선 아오선    | 산다선 세토코소쿠(고속)선             | ×통근 급행                                                  | |
| ×산요 전기 철도                |                    | ×본선                                 |                                                             | 통과 역이 있는 전 노선 운행 급행은 1984년 휴지. 한신 본선 내에서 급행으로 운행하는 직통 열차는 2009년 3월 휴지. |
| ×노세 전철                     | ×묘켄선            | ×닛세이선                             | ×묘켄 급행 ×닛세이 급행                                     | '급행'이라는 종별이 공식적으로 존재하는 것은 아니었음. 아침 시간대 가와니시노세구치행 한정. 묘켄 급행은 일요일 및 공휴일 제외하고, 닛세이 급행은 토요일에만 운행. 둘 다 2017년 3월 폐지됨(닛세이 급행은 긴급용으로 운행될 때가 있음). |
| 한큐 전철                      | 고베 본선          | 고베 고속선                           | 쾌속 급행 통근 급행                                         | |
| 한큐 전철                      | 다카라즈카 본선    |                                       | ×쾌속 급행 ×통근 급행                                       | |
| 한큐 전철                      | ×교토 본선 ×센리선 |                                       | ×직통 급행 쾌속 급행 ×사카이스지 급행 ×사카이스지 쾌속 급행 | 2007년 3월의 다이어 개정으로 준급으로 격하되어 '급행'이라는 종별을 현재 존재하지 않음(쾌속 급행만 존재). 사카이스지 급행, 사카이스지 쾌속 급행은 현재 사카이스지 준급으로 격하.                                                       |

| 운행 회사                   | 운행 노선              | 운행 노선       | 파생 종별 | 비고                                                                                          |
| 운행 회사                   | 통과 역 있음           | 모든 역에 정차  | 파생 종별 | 비고                                                                                          |
| --------------------------- | ---------------------- | --------------- | --------- | --------------------------------------------------------------------------------------------- |
| ×이카사 철도                | ×본선                  |                 |           | 1952년 폐지.                                                                                  |
| 이치바타 전차               | 기타마쓰에선 다이샤선  |                 |           |                                                                                               |
| ×히로시마 고속 교통         | ×히로시마 신교통 1호선 |                 |           | 2004년 3월 20일 폐지됨. 자세한 내용은 히로시마 고속 교통 히로시마 신교통 1호선#급행열차 참조. |
| ×다카마쓰코토히라 전기 철도 | ×고토히라선            |                 |           | 1967년 3월 폐지됨..                                                                           |
| ×도사 전기 철도             | ×고멘선                | ×아키선 ×이노선 |           | 1971년 이후 폐지됨.                                                                           |

| 운행 회사              | 운행 노선       | 운행 노선      | 파생 종별             | 비고                                               |
| 운행 회사              | 통과 역 있음    | 모든 역에 정차 | 파생 종별             | 비고                                               |
| ---------------------- | --------------- | -------------- | --------------------- | -------------------------------------------------- |
| 서일본 철도 (니시테쓰) | 덴진오무타선    | 다자이후선     | ×쾌속 급행 ×로컬 급행 | 다이어 상으로는 다자이후선 내에서는 보통열차 취급. |
| 시마바라 철도          | 시마바라 철도선 |                |                       | 기동차로 운행.                                     |

| 운행 회사                             | 운행 노선       | 운행 노선            | 파생 종별             | 비고 |
| 운행 회사                             | 통과 역 있음    | 모든 역에 정차       | 파생 종별             | 비고 |
| ------------------------------------- | --------------- | -------------------- | --------------------- | --- |
| 교토시 교통국 (교토 시영 지하철)      |                 | 가라스마선           |                       | 주간 한정. 긴테쓰선 내에서 급행 운전하는 직통 열차 한정. |
| 도쿄 지하철 (도쿄 메트로)             |                 | 지요다선             | ×다마 급행            | 오다큐선 내에서 급행 운전하는 직통 열차 한정. |
| 도쿄 지하철 (도쿄 메트로)             |                 | 한조몬선             |                       | 도큐선 ・ 도부선 내에서 급행 운전하는 직통 열차 한정. |
| 도쿄 지하철 (도쿄 메트로)             |                 | 난보쿠선             |                       | 도큐선 내에서 급행 운전하는 직통 열차 한정. |
| 도쿄 지하철 (도쿄 메트로)             | 후쿠토신선      |                      | 통근 급행             | 상당수 열차에 'F 라이너'라는 애칭이 붙어 있음. 직통하는 타 노선에서는 종별이 바뀌는 경우가 많음.                                                                                              |
| 도쿄도 교통국 (도에이 지하철)         |                 | 도에이 아사쿠사선    |                       | 게이큐선에서 에어포트 급행으로 운행하는 직통 열차 한정. |
| 도쿄도 교통국 (도에이 지하철)         | 도에이 신주쿠선 |                      |                       | 게이오선과도 직통 운전 실시. |
| 도쿄도 교통국 (도에이 지하철)         |                 | 도에이 미타선        |                       | 도큐선 내에서 급행 운전하는 직통 열차 한정. |
| 사이타마 고속 철도                    |                 | 사이타마 고속 철도선 |                       | 도큐선 내에서 급행 운전하는 직통 열차 한정. |
| ×오사카시 교통국 (오사카 시영 지하철) |                 | ×사카이스지선        | ×사카이스지 쾌속 급행 | 한큐 차량만 사용했음. 한큐 교토 본선 아침 시간대의 가와라마치발(저녁 시간대에는 덴가차야 발의 사카이스지 쾌속 급행) 직통 열차 한정. 모두 2007년 3월 다이어 개정에서 사카이스지 준급으로 격하. |

##### 파생 종별
- 특급, 준급, 쾌속 특급(쾌특), 쾌속 급행 및 그것들의 파생 종별에 대해서는 여기에서 다루지 않는다.
- '×' 표기는 예전에 운행되었던 운행 회사, 노선 및 파생 종별을 의미한다.

| 운행 회사                            | 운행 노선                     | 운행 노선            | 비고 |
| 운행 회사                            | 통과 역 있음                  | 모든 역에 정차       | 비고 |
| ------------------------------------ | ----------------------------- | -------------------- | --- |
| 오다큐 전철                          | 오다와라선 다마선 ×에노시마선 |                      | 오다와라선 ・ 에노시마선에서는 1972년 3월 폐지되었으나 2018년 3월 19일부터 오다와라선 ・ 다마선에서 운행 개시. |
| ×게이오 데이토 전철 (현 게이오 전철) | ×게이오선 ×다카오선           |                      | 1992년 5월 28일 폐지.                                                                                          |
| ×게이힌 급행 전철                    | ×본선                         | ×구리하마선          | 1958년 9월 6일 폐지.                                                                                           |
| ×게이세이 전철                       | ×본선 ×오시아게선             |                      | 1974년 12월 15일 폐지.                                                                                         |
| 세이부 철도                          | 이케부쿠로선                  |                      | |
| 세이부 철도                          | 신주쿠선                      |                      | |
| ×도부 철도                           | ×도조선                       |                      | 2016년 3월 26일 폐지.                                                                                          |
| 도쿄 지하철                          | 후쿠토신선                    |                      | |
| 사가미 철도                          | 본선                          | 이즈미노선           | |
| ×시즈오카 철도                       | ×시즈오카시미즈선             |                      | 상행 열차(신시즈오카행)만 설정. 2021년 10월 10일 폐지.                                                         |
| ×긴키 닛폰 철도                      | ×오사카선 ×야마다선           |                      | 1964년 10월 1일 다이어 변경으로 폐지. 구간 급행으로 변경.                                                      |
| ×고베 전철                           | ×아리마선 ×아오선             | ×산다선 ×고베 고속선 | 1984년 10월 6일 폐지, 다음날부터 급행으로 통합 변경.                                                           |
| 한큐 전철                            | 고베 본선                     |                      | |
| 한큐 전철                            | ×다카라즈카 본선              |                      | 2015년 3월 20일 다이어 개정으로 폐지. 운행 구간을 가와니시노세구치 → 우메다 간으로 단축시켜 통근특급으로 변경. |
| ×히로시마 전철                       | ×미야지마선                   |                      | 1960년대에 운행. 폐지 시기는 불명. 히로덴이쓰카이치 ~ 히로덴니시히로시마(당시 니시히로시마) 간만 통과 운행.    |

| 운행 회사                                   | 운행 노선           | 운행 노선                           | 비고 |
| 운행 회사                                   | 통과 역 있음        | 모든 역에 정차                      | 비고 |
| ------------------------------------------- | ------------------- | ----------------------------------- | --- |
| 도부 철도                                   | 이세사키선          | 닛코선 ×기누가와선                  | 기누가와선은 신후지와라역을 6:03에 출발하는 상행 열차 1편만이 설정되어 있음.                                                                                 |
| 게이오 전철 도쿄도 교통국 （도에이 지하철） | 게이오선            | 신선 다카오선 사가미하라선 신주쿠선 | 2013년 2월 22일부터 통근쾌속이라는 명칭을 바꾸어 낮 시간대에도 운행 개시. 2015년 9월 25일 개정으로 센가와역이 정차역에 추가됨.                               |
| 후쿠이 철도                                 | 후쿠부선            |                                     | |
| 긴키 닛폰 철도                              | ×오사카선 ×야마다선 |                                     | 1978년 3월 14일 폐지. |
| 긴키 닛폰 철도                              | 미나미오사카선      | ×요시노선                           | 미나미오사카선은 상행은 평일 아침에 1편, 하행은 평일 심야에 2편, 주말 및 공휴일은 심야에 2편. 요시노선은 주말 및 공휴일 다이어에 상행 1편만이 설정되어 있음. |
| 난카이 전기 철도                            | 난카이 본선         |                                     | 낮 시간대 이외에만 운행. 단, 상행은 주말 및 공휴일 저녁부터 심야까지 운행 없음.                                                                              |
| 난카이 전기 철도                            | 고야선              |                                     | 난바역 ~ 린칸덴엔토시역 간 운행. |
| 센보쿠 고속 철도                            | 센보쿠 고속철도선   |                                     | 난카이 고야선과의 접속역인 나카모즈역만 통과하여 그대로 난카이 고야선에 직통 운행.                                                                           |
| 게이한 전기 철도                            | 게이한 본선         | 나카노시마선                        | 다른 사철의 일반적인 종별 위계와 달리 준급보다도 낮은 위치이다. 아침 시간대 및 저녁~심야 시간대에 운행.                                                      |
| 한신 전기 철도                              | 본선                |                                     | 평일 아침 출근 시간대 한정. |

| 운행 회사                             | 운행 노선           | 운행 노선      | 비고                                                                                            |
| 운행 회사                             | 통과 역 있음        | 모든 역에 정차 | 비고                                                                                            |
| ------------------------------------- | ------------------- | -------------- | ----------------------------------------------------------------------------------------------- |
| ×긴키 닛폰 철도                       | ×오사카선 ×야마다선 |                | 이세시마호(伊勢志摩号)로 운행된 임시 열차의 종별. 후에 고속으로 개칭.                           |
| ×게이한 전기 철도 ×게이한신 급행 전철 | ×주소선 ×신케이한선 |                | 주소 ~ 게이한 교토간 직통 운전 개시 때부터 사용. 태평양 전쟁 피해로 휴지한 후, '급행'으로 부활. |

| 종별 이름                                | 운행 회사                               | 비고 |
| ---------------------------------------- | --------------------------------------- | --- |
| ×에어포트 급행                           | 게이힌 급행 전철                        | 2023년 11월 24일 폐지. 운행 당시 공항선에 직통함. 본선에서는 가마타역에서 계통 분할되어 있으며, 시나가와역 방면은 기존의 급행에서 개칭됨. 요코하마역 방면은 1999년에 폐지된 급행을 정차역 개정을 통해 신설함. |
| SL 급행 ・ EL 급행                       | 오이가와 철도                           | SL 급행은 증기기관차 견인. EL 급행은 전기기관차 견인(2023년 10월 1일부터 정기 운용 개시). |
| -급행-                                   | 난카이 전기 철도                        | 통칭 '백선 급행'(白線急行). 1994년에 구간 급행에 통합되어 폐지되었다가 2017년 1월 28일 다이어 개정으로 부활. |
| 공항 급행                                | 난카이 전기 철도                        | 공항선에 직통함. 백선 급행 ・ 구간 급행과 동일하게 하루키역에 정차하며, 와카야마 방면의 다른 '급행'에서 격하됨. |
| ×심야 급행                               | 게이한 전기 철도                        | 2023년 8월 26일 폐지. 운행 당시 요도야바시역 0시 20분 출발 구즈하행 1편만 있었으며, 요도야바시발 상행 우등열차의 막차였음. 구즈하 이서에서는 아침 하행 요도야바시역 방면으로 운행된 통근 쾌급과 정차역이 동일하였음. |
| ×다마 급행                               | 오다큐 전철 ・ 도쿄 지하철(도쿄 메트로) | 2018년 3월 폐지. 다마역에서 도쿄 메트로에 직통함. 급행이 아침 저녁에 통과하는 교도역에 정차하고, 급행이 정차하는 무코가오카유엔역을 통과하는 일명 '물떼새 정차'(千鳥停車)를 하였음. 지요다선 내에서는 오다큐선 내에 직통하는 열차의 종별을 표시하였지만, 모든 역에 정차하였음. JR 동일본에서 직통하는 열차도 있었지만 조반선 내에서는 각역정차였음. |
| ×A 급행 ・ B 급행                        | 도야마 지방 철도                        | |
| ×쇼난 급행                               | 오다큐 전철                             | 쾌속 급행으로 개칭되며 폐지. |
| ×사카이스지 급행 ・ 사카이스지 쾌속 급행 | 한큐 전철 ・ 오사카시 교통국            | 한큐 측 열차만 투입하였음. 사카이스지선 내에서는 각역정차. 사카이스지 준급으로 격하되며 폐지됨. |
| ×묘켄 급행 ・ 닛세이 급행                | 노세 전철                               | |
| ×로컬 급행                               | 서일본 철도                             | 준급의 후신으로서 1956년부터 1959년까지 설정되었던 종별. |

### 기업 급행열차
옛날 열차 여행을 재현한다는 콘셉트의 기획으로 야간 급행열차가 패키지 투어 형태로 운행되기도 한다.
또한, 지치부 철도에서는 일본 여행과의 공동 기획으로 야간 급행열차를 운행하고 있다.

## 같이 보기
- 특급열차

### 내용주
1. ↑  국가정부에서 지방정부로 운영권이 넘어간 노선을 말한다.
2. ↑  1970년에 네덜란드에서 일어난 대규모 시간표 개편을 말한다.
3. ↑  2007-2009년에 단행된 시간표 변경은 1970년의 Spoorslag '70 이후로 가장 큰 규모의 개편이었다.
4. ↑  회사 '네덜란드 철도'(NS)에서 사라졌다는 의미로, 네덜란드의 철도에서 사라졌다는 의미는 아니다. 다른 회사들에서는 위 문단의 표와 같이 급행열차가 운행되고 있다.
5. 1 2 3  열차의 객차 중 일부를 쿠르스바겐으로 구성하면 쿠르스바겐 객차들은 특정 지점에서 해당 열차에서 분리되어 다른 열차에 붙어 경로를 계속한다. 쿠르스바겐을 통해 승객들이 중간 역에서 열차를 갈아타지 않고 더 긴 여정을 여행할 수 있게 된다.
6. ↑  제1구간(~300km): 3마르크, 제2구간(300km~): 5마르크.
7. ↑  수송 능력이 충분하지 않을 것으로 예상되는 경우 정기 열차에 추가로 배치되는 열차를 의미한다. 축구 경기 등과 같은 상황에 투입된다.[15]
8. ↑  키하 58계를 중심으로 냉방 준비 공사차가 많이 배치되어 있었지만, 도호쿠 이북의 경우 더운 기간이 짧아 필요성이 적었다.
9. ↑  통상 시기의 좌석 지정을 포함한 급행 요금은 50 km까지 1030엔, 100 km까지 1270엔, 150 km까지 1500엔, 200 km까지 1600엔이며, 히타치 • 도키와의 특급 요금(사전 요금)은 50 km까지 750엔, 100 km까지 1000엔, 150 km까지 1550엔, 200 km까지 2200엔으로, 100 km 이하의 경우 특급이 더 저렴하다.
10. ↑  그러나 아야세까지의 JR 구간에서, 행선 표시기에는 “각역정차”라고 표시된다.
11. ↑  열차 종별에 따라 동일 시간대에 정차역을 분산시키는 다이어가 채용되는 것을 말한다.

## 참고 문헌
- 이마오 게이스케; 하라 다케시 (감수) (2010a). 《日本鉄道旅行歴史地図帳 1号 北海道―全線全駅全優等列車》 [일본 철도 여행 역사 지도장 1호 홋카이도 - 전선 전역 전우등열차] (일본어). 신초샤. ISBN 978-4107900357.
- 이마오 게이스케; 하라 다케시 (감수) (2010b). 《日本鉄道旅行歴史地図帳 5号 首都圏私鉄―全線全駅全優等列車》 [일본 철도 여행 역사 지도장 5호 수도권 사철 - 전선 전역 전우등열차] (일본어). 신초샤. ISBN 978-4107900395.
- 이마오 게이스케; 하라 다케시 (감수) (2010c). 《日本鉄道旅行歴史地図帳 7号 東海―全線全駅全優等列車》 [일본 철도 여행 역사 지도장 7호 도카이 - 전선 전역 전우등열차] (일본어). 신초샤. ISBN 978-4107900418.
- 이마오 게이스케; 하라 다케시 (감수) (2011). 《日本鉄道旅行歴史地図帳 10号 関西私鉄―全線全駅全優等列車》 [일본 철도 여행 역사 지도장 10호 간사이 사철 - 전선 전역 전우등열차] (일본어). 신초샤. ISBN 978-4107900449.